# Cosa Nostra
Cosa Nostra (italienisch für „unsere Sache“), auch sizilianische Mafia, ist eine in der ersten Hälfte des 19. Jahrhunderts auf Sizilien entstandene Verbrecherorganisation, die heute weltweit operiert und Verbindungen zu anderen mafiaähnlichen Gruppierungen hält. Sie gilt als bekanntester Zweig der italienischen Mafia, dessen Mitglieder sich als „uomini d’onore“ (Ehrenmänner) bezeichnen. Viele der Familienclans arbeiten eigenständig, wobei eine landesweite Koordination durch eine Kommission besteht, die sich aus den Oberhäuptern der einflussreichsten Familien zusammensetzt. Bis zum Ende des 20. Jahrhunderts wurde die Cosa Nostra als einflussreichste kriminelle Organisation in Europa eingestuft. Ihr nordamerikanischer Ableger ist die amerikanische Cosa Nostra.
Ursprünglich konnte nur die Cosa Nostra den Begriff Mafia für sich beanspruchen, zunehmend wurden aber auch weitere kriminelle Organisationen wie die neapolitanische Camorra, die kalabrische ’Ndrangheta, die „russische Mafia“, die „albanische Mafia“, die „japanische Mafia“ (Yakuza) oder die „chinesische Mafia“ (Triaden) dem Mafiabegriff zugeordnet, der heute auch als Synonym des organisierten Verbrechens insgesamt benutzt wird.

## Die sizilianische Cosa Nostra

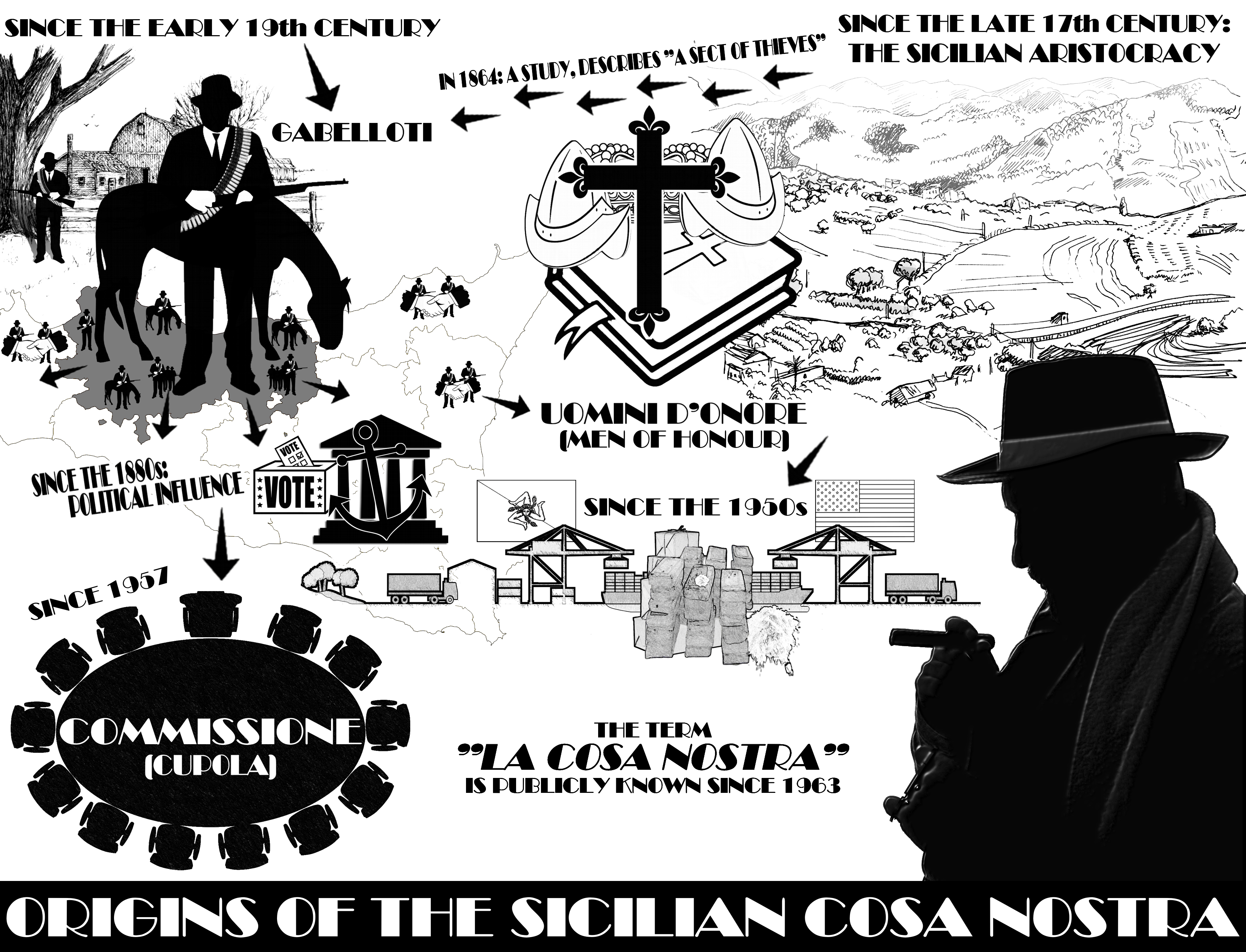
Ursprünge der sizilianischen Cosa Nostra

Die sizilianische Cosa Nostra entstand wahrscheinlich in den ersten Jahrzehnten des 19. Jahrhunderts aus den Strukturen der Gabellotti, weitgehend korrupter Statthalter, welche die Güter der zumeist adligen Großgrundbesitzer vor aufständischen Bauern und Briganten zu schützen hatten. Im Lauf der Geschichte Siziliens verloren jedoch die vordem meist aus dem nördlicheren Italien stammenden mächtigen Familien die Kontrolle, Einfluss und schließlich ihren Besitz an die ursprünglich von ihnen selbst eingesetzten Verwalter. Regional gab es auch Verschmelzungen der Gabellotti mit dem sizilianischen Brigantismus. Die Präsenz der Cosa Nostra ist am stärksten in Westsizilien. Palermo, die Hauptstadt Siziliens, hat die größte „Familiendichte“ und in fast allen Stadtteilen existiert eine Familie.
Die Familie ist dabei die Basisorganisation der Cosa Nostra, die ein Territorium kontrolliert (eine Ortschaft, ein Gebiet von Ortschaften oder ein Stadtviertel). Die Größe der einzelnen Familien variiert stark. So hatte die Familie Santa Maria di Gesù aus Palermo Anfang der 1980er Jahre zirka 200 Mitglieder, während es durchaus auch Familien mit weniger als zehn Mitgliedern gibt. Die lange Zeit dominierende Familie der Corleoneser bestand 1993 aus 38 Vollmitgliedern.
In die Cosa Nostra tritt man durch Hinzuwahl (Kooptation) oder Aufruf ein. Ein Kandidat tritt fast immer der Familie seines Geburtsortes bei. Vor dem Beitritt wird die Familie (auch die Vorfahren) des potenziellen neuen Mitglieds streng überprüft. Sind oder waren Verwandte Polizisten, Staatsanwälte oder Zuhälter, ist die Aufnahme traditionell ausgeschlossen. Um sich für die Mitgliedschaft zu qualifizieren, muss der Kandidat im Vorhinein eine Prüfung bestehen. Dies ist normalerweise ein schwerer krimineller Akt, häufig ein Mord oder ein bewaffneter Raubüberfall. Der Kronzeuge Antonino Calderone, dessen Onkel und älterer Bruder die Familie von Catania leiteten, hatte einen gesuchten Ehrenmann zwischen zwei Verstecken zu chauffieren.

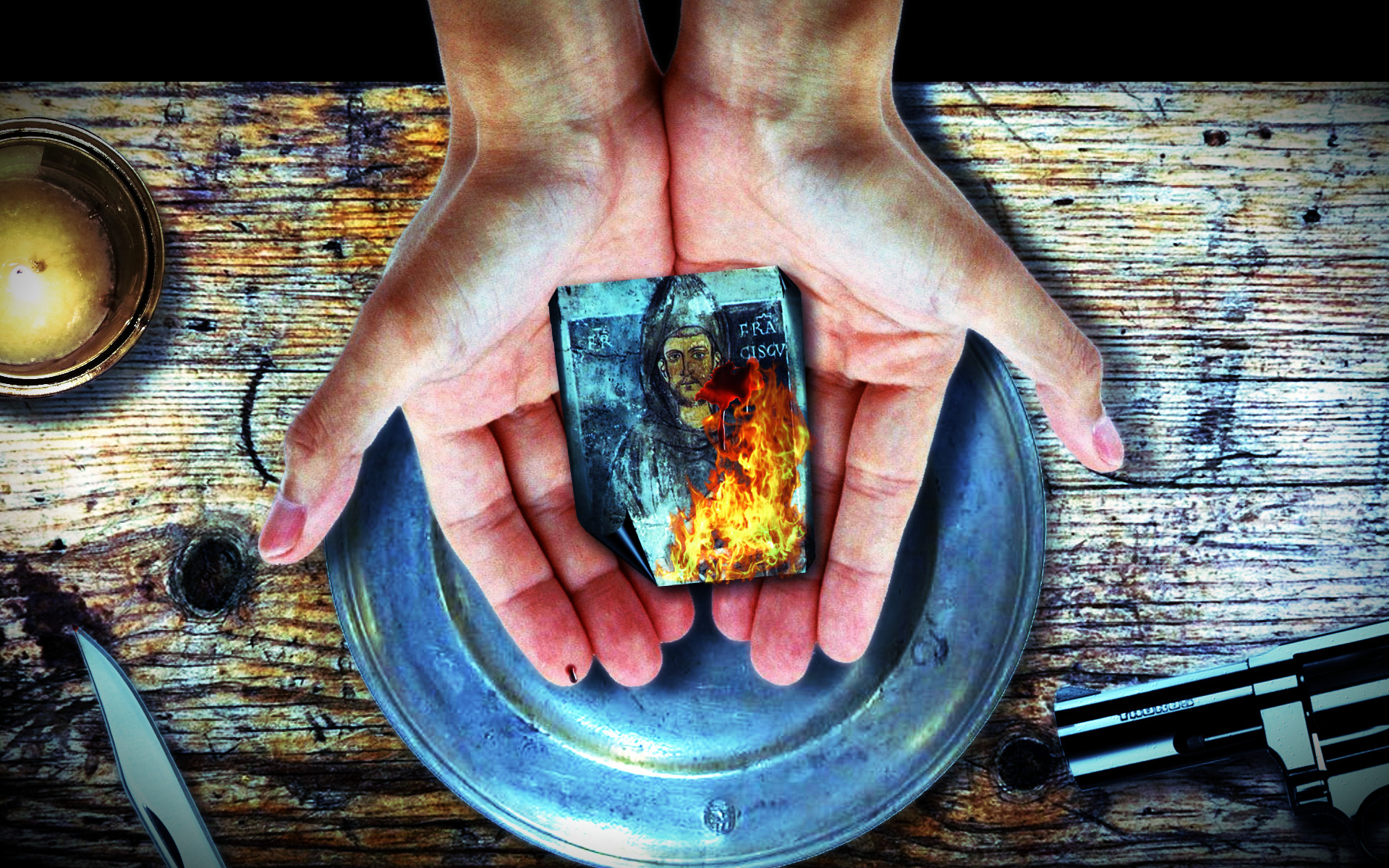
Initiationsritual der Mafia mit Franz-von-Assisi-Heiligenbild (Symbolbild)

Die Aufnahme geschieht immer in Gegenwart anderer Mitglieder. Durch einen speziellen Initiationsritus tritt das neue Mitglied der Organisation bei. Der Novize wird in einen Finger oder Daumen gestochen, lässt das Blut auf ein Heiligenbild tropfen und leistet dann einen Eid auf die Familie und die Normen und Gesetze der Cosa Nostra. Währenddessen hält man das Heiligenbild mit der rechten, dann mit der linken Hand und wechselt. Anschließend wird das Heiligenbild verbrannt. Danach lassen alle Mitglieder der Zeremonie ein Glas Wein auf dem Boden fallen, um mit den Toten zu prosten.
Die Mitgliedschaft ist ausschließlich Männern vorbehalten. Frauen spielen jedoch im Umfeld eine wichtige Rolle, da sie das Wertesystem der Cosa Nostra an ihre Kinder weitergeben. Zwei Mitglieder dürfen sich untereinander nicht zu erkennen geben, es bedarf eines dritten Mitglieds, das beide kennt und sie mit den Worten als cosa nostra (unsere Sache) oder la stessa cosa (dieselbe Sache wie wir) einander vorstellt. Diese Form der Verschwiegenheit ist bereits ein Bestandteil der sogenannten Omertà, die damit auch eine Schweigepflicht nach innen verlangt und nicht nur gegen außenstehende Personen.
Die Cosa Nostra hat eine weitgehend hierarchische Struktur mit einem sogenannten „militärischen Flügel“ und einem wirtschaftlichen. Ihren Zusammenhalt stützt sie wesentlich auf einen internen Kodex mit strengen „wertkonservativen“ Verhaltensregeln. Allen „Ehrenmännern“ gemeinsam ist die ablehnende Haltung gegenüber dem Staat. Diese Haltung ist in der Cosa Nostra so stark verwurzelt, dass ein „Ehrenmann“, wird er selbst Opfer eines Verbrechens, niemals Anzeige erstattet. Laut mehrerer „Pentiti“ stellt die schlimmste Beleidigung für einen „Ehrenmann“ das Wort „sbirro“ (etwa Häscher oder Bulle) dar.
Die Hauptsitze der Cosa Nostra befinden sich auf Sizilien mit etwa 5500 Clan-Mitgliedern. In den 1970er Jahren errichteten einige mächtige Familien auch Dependancen in Neapel, Rom, Bologna, Turin und Mailand. In Neapel operiert seit den 1930er Jahren eine reguläre Familie. Während der faschistischen Ära in Italien existierte auch eine Familie in Tunis, die aus Exilanten bestand. Im Unterschied zur amerikanischen Organisation kommen die Angehörigen der sizilianischen Cosa Nostra aus nahezu allen Gesellschaftsschichten, und ihr gehören beispielsweise Ärzte, Rechtsanwälte, Bankiers und erfolgreiche Unternehmer an. Dadurch ist sie in der Gesellschaft weitaus stärker verankert als ihr amerikanischer Ableger, der weitgehend am Rand der Gesellschaft existiert.
Die Cosa Nostra ist heute eine international operierende Verbrecherorganisation. Sie wurde und wird wahrscheinlich immer noch von einer Kuppel (siehe auch sizilianische Mafia-Kommission) befehligt, die sich aus den Oberhäuptern der wichtigsten Familien zusammensetzt und unregelmäßig zusammentritt, zuletzt wohl 2018. Inzwischen ist die Organisation infolge des zweiten Mafiakrieges stark zentralisiert. Zumindest in den 1980er und frühen 1990er Jahren stand die gesamte Organisation unter der Kontrolle eines einzigen Bosses.
Für Morde, die oft von jungen Mitgliedern niedrigen Ranges ausgeführt werden, bezahlen die „Familien“ grundsätzlich niemandem Geld. Es sind die Gegenleistungen für die Mitgliedschaft und den Schutz, den die Mafia ihrem Mitglied bietet, und dienen auch als Möglichkeit, Prestige und Reputation zu erwerben. Die Cosa Nostra führt ihre Morde grundsätzlich selbstständig aus und wirbt niemals Außenstehende oder Auftragsmörder an. Bei der Wahl der Methoden geht sie normalerweise ebenfalls streng pragmatisch vor. Im Allgemeinen ist Mord die letzte Wahl, wenn alle anderen Mittel versagt haben. Giovanni Falcone: „Ehrenmänner sind weder Teufel noch Wahnsinnige. Es stimmt nicht, dass sie für ein Gramm Kokain ihren Vater oder ihre Mutter umbringen würden. Sie sind Menschen wie wir […] Wir müssen anerkennen, dass sie uns ähnlich sind.“
Wird ein „Ehrenmann“ bei der Ausführung einer kriminellen Tat im Dienst der Familie festgenommen, so hat er Anspruch auf finanzielle Unterstützung durch diese. Auch seine Blutsfamilie kann in diesem Fall auf die Solidarität der anderen „Ehrenmänner“ und des Bosses der Familie hoffen. Anders ist dies bei den Aktivitäten der einzelnen Mitglieder. Ehrenmänner, die auf eigene Faust illegale Geschäfte unternehmen, sind nicht zwingend dazu verpflichtet, die Gewinne hieraus zu teilen, sind dann jedoch im Fall einer Festnahme auch auf sich allein gestellt. Nach der Machtübernahme der Corleoneser Anfang der 1980er Jahre änderte sich dies und die einzelnen Familien mussten seitdem eine prozentuale Abgabe aus all ihren Gewinnen an die Kommission abführen.
Auf Sizilien verfügt die Cosa Nostra praktisch über ein illegales Gewaltmonopol, wenngleich sich im südöstlichen Sizilien eine konkurrierende Gruppe, die Stidda, gebildet hat. Die Beziehungen zur normalen Kriminalität sind zwiespältig. Einerseits rekrutiert die Cosa Nostra häufig aus ihren Reihen die fähigsten Leute, andererseits bekämpfte die Organisation die „unerwünschte“ Kriminalität lange Zeit. Zuhälter, Diebe und auch Triebtäter wurden hart bekämpft; durchaus bis zum Mord. So ließ der mächtige Boss Stefano Bontade Ende der 1970er Jahre die Diebe in dem von ihm beherrschten Territorium eliminieren.
Nach dem Zweiten Mafiakrieg wurde diese Politik auf Anweisung der Corleoneser jedoch für viele Jahre aufgegeben. Dies geschah angeblich in der Hoffnung, die Polizei, Staatsanwälte und Gerichte derart mit der „normalen“ Kriminalität zu beschäftigen, dass für eine wirksame Bekämpfung der Organisation die Zeit und Ressourcen fehlten.

## Begriff
Die Bezeichnung wurde ursprünglich nur für den US-amerikanischen Ableger der sizilianischen Mafia verwendet, seit Ende des Zweiten Weltkrieges wird auch die originäre sizilianische Mafia so bezeichnet. Die Entstehung der Bezeichnung „Cosa Nostra“ als Eigenname kann nicht eindeutig geklärt werden. Es gibt die Vermutung, dass er unter italienischen Einwanderern in den Vereinigten Staaten entstanden war, die bereits auf Sizilien zur Mafia gehörten. Da es nun eigentlich keine Bezeichnung für die Mitglieder in der Mafia gab und auch der Begriff Mafia ungebräuchlich war, soll unter den Sizilianern untereinander nur von „Unserer Sache“ gesprochen worden sein, die zunächst selbst nicht-sizilianische Italiener ausschloss. Die Mafiosi selbst nannten sich immer uomo d’onore, also „Mann der Ehre“.
Nach dem Zweiten Weltkrieg kam es zur Amerikanisierung der Cosa Nostra in Sizilien. So wurde auch „Boss“ als Bezeichnung für das Oberhaupt üblich. Hier zeigte sich exemplarisch in den Begriffen ein struktureller Wandel. Am Anfang des 20. Jahrhunderts galt für das (häufig gewählte) Oberhaupt einer Familie noch die Bezeichnung „Repräsentant“ oder „Capo-Famiglia“. Der neuere Begriff Boss impliziert die veränderte Rolle des Anführers, der eine zunehmend autokratische Rolle in der Familie einnimmt. Während früher die Repräsentanten von den Mitgliedern gewählt wurden, geht die Nachfolge nun meist undemokratisch vonstatten und häufig beerbt jetzt einfach der Sohn seinen Vater als Boss. Im Gegensatz zum Begriff Mafia, der inzwischen im weitesten Sinne für jedwede organisierte Kriminalität verwendet wird, bezeichnet der Begriff Cosa Nostra tatsächlich nur die ursprüngliche Ethnie von Sizilianern, die als kriminelle Vereinigung einschlägige Bandenkriminalität betreiben.
Öffentlich bekannt wurde der Begriff erst im Oktober 1963 durch die Aussagen des Mafiosos Joe Valachi vor dem McClellan-Committee, einem Untersuchungsausschuss des Kongress der Vereinigten Staaten. Valachi enthüllte vor dem Komitee, dass die amerikanische Organisation allgemein als amerikanische Cosa Nostra bezeichnet wird.
Der Gebrauch des Begriffs Cosa Nostra auch in Italien durch offizielle Institutionen ist insbesondere durch die Verwendung in der Anklageschrift im Maxi-Prozess von 1986 durch Staatsanwalt Giovanni Falcone dokumentiert.

„Dies ist der Prozess gegen die ‚Cosa Nostra‘ genannte Mafia-Organisation […]“

## Organisation

### Struktur
Die Mitglieder der Organisation sind in sogenannte Familien oder Cosche aufgeteilt, denen jeweils ein Capo oder Boss vorsteht. Während zu Anfang des 19. Jahrhunderts die Mitgliedschaft in der originären sizilianischen Mafia auch gleichzeitig zur Mitgliedschaft in der US-amerikanischen Cosa Nostra qualifizierte, änderte sich dies in der ersten Hälfte des 20. Jahrhunderts und beide Organisationen gingen zunehmend getrennte Wege. Auf Sizilien wird sehr streng auf die Herkunft der Mitglieder geachtet; es sind grundsätzlich Sizilianer. In den USA konnte diese Trennung innerhalb der Gruppen nicht aufrechterhalten werden. So öffnete sich die Unione Siciliana schließlich auch dem Nicht-Sizilianer Al Capone, und Lucky Luciano arbeitete sowohl mit dem Kalabresen Frank Costello wie auch mit Vito Genovese, der Neapolitaner war, als auch mit Nicht-Italienern zusammen. So gehörte der irische Auftragsmörder Frank Sheeran zu den wenigen, denen seitens des FBI die tatsächliche Mitgliedschaft in der US-amerikanischen Cosa Nostra zugerechnet wurde.
In den 1930er Jahren wurde erst in New York City, dann auch USA-weit eine „Kommission“ geschaffen, die sich aus den Bossen der Familien bildete und dazu gedacht war, um Streitigkeiten ohne interne Kriege zu lösen. Entsprechende Absprachen waren auch schon in Italien zwischen den dortigen Familien getroffen worden. Nach dem Zweiten Weltkrieg wurden immer engere Verbindungen zwischen der italo-amerikanischen und der italienischen Mafia geknüpft (siehe Pizza Connection). 1957 wurde auf Grund der Notwendigkeit der Absprachen bezüglich des Heroinhandels in die USA eine Kuppel („cupola“) aus zunächst zwölf Mitgliedern gebildet. Diese konnte allerdings die beiden großen sizilianischen Mafiakriege 1962/63 und 1981–1983 nicht verhindern. Seit dem zweiten Mafiakrieg ist die Kommission kein „demokratischer“ Verband mehr, sondern eine Institution, mit der die dominierende Fraktion ihren Willen in der gesamten Organisation durchsetzt.

### Hierarchien
Die Hierarchie in der sizilianischen Mafia, die sich allerdings amerikanisiert hat – der Terminus „Boss“ ist nun ebenfalls üblich –, ähnelt in gewisser Weise dem Aufbau einer Römischen Legion und ist an die Armee des Römischen Reiches angelehnt. Oft wird ein Vergleich mit der inneren Struktur der katholischen Kirche gezogen.
1. Commissione Interprovinciale (alle Capi Com., früher Kollegialorgan, seit den Corleonesi + Capo dei capi)
2. Commissione Provinciale + Capo Commissione (Provinzkommission mit allen Capi Mand. + Provinzrepräsentant)
3. Capo mandamento (Repräsentant von je drei cosche, Familien)
4. Capofamiglia/Rappresentante (Repräsentant der Familie, Boss)
5. Consiglieri (mehrere Berater)
6. Capodecina („Zehnerboss“, direkter Boss einer einzelnen Gruppe von bis zu zehn „Ehrenmännern“), Capo steht hier für den Chef (Kopf) einer cosca (Gruppe).
7. Soldati/Picciotti (normale Mitglieder/„Ehrenmänner“)

Eine Mitgliedschaft in der Cosa Nostra ist weiterhin eine von außen nicht leicht feststellbare Angelegenheit. Da das Gebot des Schweigens – die Omertà – aber unter dem seit 1992 wachsenden Verfolgungsdruck von den Mitgliedern der Mafia zunehmend selbst gebrochen wurde, hat sich die Informationslage für Außenstehende verbessert. Auch wenn ein Nicht-„Pentito“ schriftliche Belege über die Cosa Nostra anfertigt, wird dies prinzipiell als „Todsünde“ gewertet. So wurde 1969 der Tod von Michele Cavataio unter anderem auch deshalb beschlossen, weil er die Clans von Palermo und deren wichtigste Vertreter auf einem Lageplan verzeichnet hatte.

„Schriftliches, oder gar Mitgliederlisten, kämen der Mafia nie in den Sinn; eine Bürokratie wie bei der P2 ebenfalls nicht; sie würde die Flexibilität und Wandelbarkeit des Clans nicht nur stören, sondern wohl total zerstören.“

## Die Familien

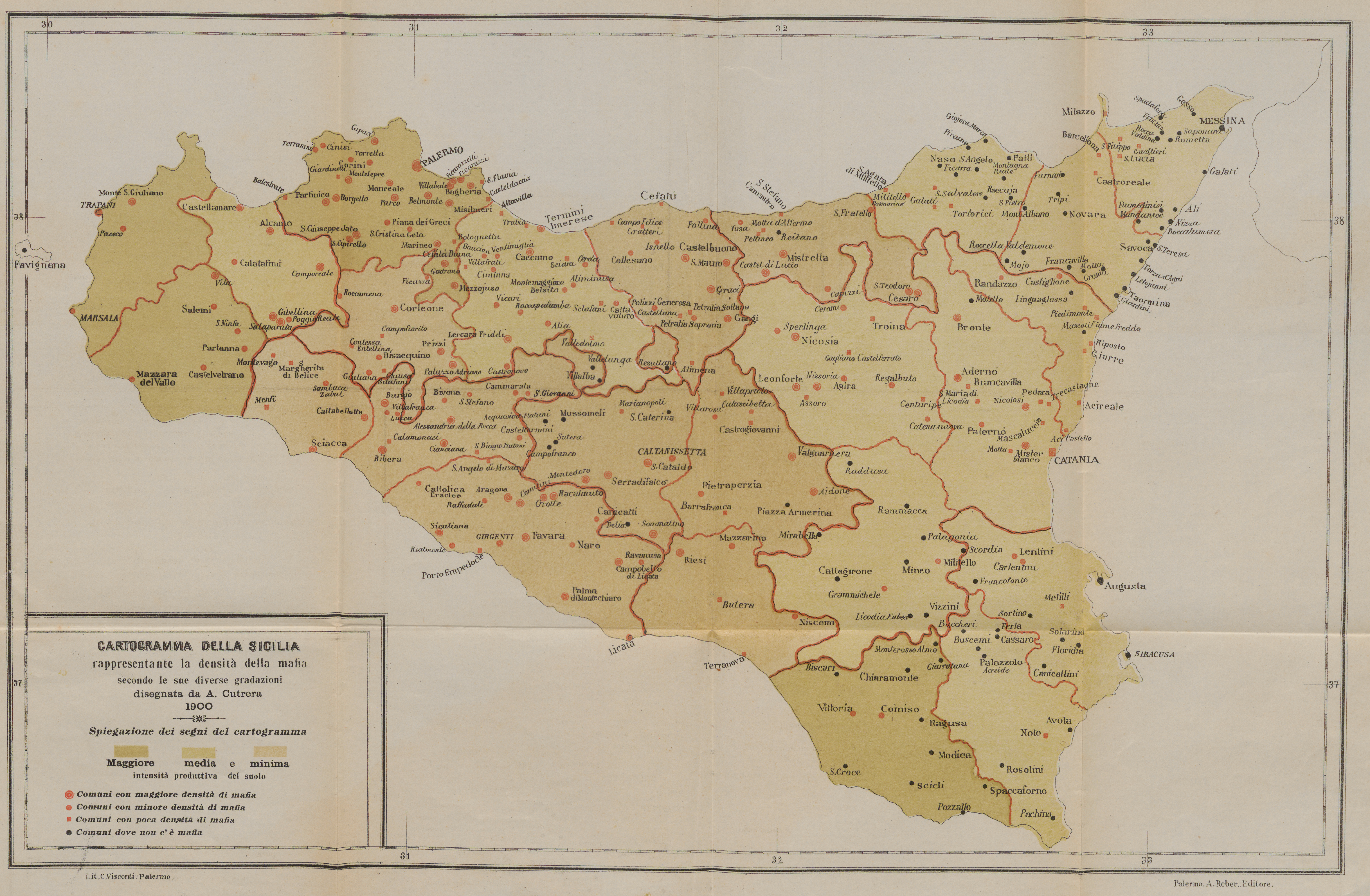
Karte der Aktivitäten der sizilianischen Mafia um 1900

Die Cosa Nostra ist fast in allen Städten Siziliens beheimatet. Am stärksten vertreten ist sie im westlichen Sizilien in der Metropolitanstadt Palermo, im Freien Gemeindekonsortium Trapani und im Freien Gemeindekonsortium Agrigent; in Ostsizilien in der Metropolitanstadt Messina ist ihre Präsenz dagegen sehr schwach, ebenso wie in den Freien Gemeindekonsortien Ragusa und Syrakus. Diese drei Provinzen sind auch nicht in der Interprovinzialkommission, in der Cosa Nostra selbst meist nur „Region“ genannt, vertreten. Bis zum Ende der 1970er Jahre war die Cosa Nostra in den genannten drei Provinzen fast nicht existent. In den 1980er Jahren expandierte die Familie von Catania dann aber in diese Regionen. Die Familie von Catania entstand in den 1920er Jahren, auch sie wurde importiert, allem Anschein nach aus der Provinz Palermo.

„Auf einer Skala von eins bis zehn: Palermo 10, Agrigent 8, Trapani 8, Caltanissetta 6, Catania 4.“

Untersuchungsrichter Giovanni Falcone kam zu Beginn der 1990er Jahre bezüglich der inneren Machtverhältnisse zu dem Schluss, dass „in einem gewissen Sinn Innersizilien mehr zählt als Palermo. In der Geographie der Mafiagruppen hat Palermo eine große Bedeutung, doch nur bis zu einem bestimmten Punkt. Palermo ratifiziert die Entscheidungen, die in Innersizilien und den umliegenden Orten der Stadt getroffen werden. Dabei denke ich nicht nur an Corleone, an die Mafia Corleones. Ich denke an die Provinz Caltanissetta, denke an die von Trapani, Orte, wo die Mafia in jeder Hinsicht eine flächendeckende Kontrolle des Territoriums innehat“.

Freie Gemeindekonsortien und Metropolitanstädte in Sizilien

In der Stadt Palermo gibt es – was sonst unüblich ist – nicht nur eine, sondern mehrere Familien. In praktisch jedem Stadtteil operiert eine Familie. Die sizilianischen Familien sind immer nach ihrem Standort benannt, im Normalfall der Stadt, in der sie beheimatet sind. In Palermo ist der jeweilige Stadtteil Namensgeber der Familie. Dort existieren auch viele sehr kleine Familien, die unter der Oberherrschaft einer größeren stehen. Ein Beispiel hierfür ist Uditore, das in der Vergangenheit häufig mit Passo di Rigano verbunden war – von Mitte der 1970er Jahre bis zum zweiten Mafiakrieg 1981 wurden beide Familien sogar von Angehörigen derselben Blutsfamilie geleitet. Die stärkere Familie Passo di Rigano wurde von Salvatore Inzerillo, die von Uditore von seinem Vater Giuseppe Inzerillo geführt.
Ein anderes Beispiel ist das Hafenviertel La Kalsa, das eng mit Santa Maria di Gesu verbunden war und ist. Die Einflussgebiete der größeren Familien in Palermo sind jedoch auch einem Wandel unterworfen und ändern sich. „In der Mafia Palermos spielt das jeweilige Viertel eine noch größere Rolle als in Catania. […] Die palermitanischen Mafiosi […] verlassen das eigene Viertel nicht. Sie werden geboren, leben und sterben am selben Ort. Das Stadtviertel ist ihr Leben, ihre Familie lebt dort seit Generationen.“
Insgesamt gibt es in ganz Sizilien 181 Familien, die etwa 5500 Mitglieder zählen.
Die sizilianischen Familien, soweit bekannt:
- Metropolitanstadt Palermo:
 Alia, Altavilla, Altofonte, Bagheria, Belmonte Mezzagno, Bisacquino, Bolognetta, Borgetto, Baucina, Caccamo, Caltavuturo, Camporeale, Carini, Castelbuono, Casteldaccia, Castronuovo di Sicilia, Cefalù, Cefala Diana, Cinisi, Collesano, Corleone, Gangi, Godrano, Lercara Friddi, Marineo, Mezzojuso, Misilmeri, Monreale, Montelepre, Montemaggiore Belsito, Partinico, Piana degli Albanesi, Petralia, Prizzi, Roccamena, San Cipirello, San Giuseppe Jato, San Mauro Castelverde, Sferracavallo, Termini Imerese, Terrasini, Torretta, Trabia, Vicari, Villabate, Villafrati
- Stadt Palermo (Stadtteile):
 Acquasanta, Altarello di Baida, Arenella, Boccadifalco, Borgo Molara, Borgo Vecchio, Brancaccio, Capaci, Ciaculli, Corso Calatafimi, Corso dei Mille, Cruillas, Guadagna, La Kalsa, Mezzo Monreale, Noce, Pagliarelli, Palermo-Zentrum (nach dem Ersten Mafiakrieg für einige Jahre aufgelöst), Partanna Mondello, Passo di Rigano, Porta Nuova, Resuttana, Roccella, San Lorenzo, Santa Maria di Gesu, Tommaso Natale, Torretta, Uditore, Vergine Maria, Villagio S. Rosalia
- Freies Gemeindekonsortium Agrigent:
 Agrigent, Alessandria della Rocca, Aragona, Burgio, Caltabellotta, Campobello di Licata, Canicatti, Cattolica Eraclea, Cianciana, Favara, Licata, Menfi, Palma di Montechiaro, Porto Empedocle, Racalmuto, Raffadali, Ribera, Sambuca di Sicilia, San Giovanni Gemini, Santa Elisabetta, Santa Margherita di Belice, Santo Stefano Quisquina, Sciacca, Siculiana
- Freies Gemeindekonsortium Caltanissetta:
 Caltanissetta, Campofranco, Gela, Mazzarino, Mussomeli, Riesi, San Cataldo, Vallelunga, Villalba
- Metropolitanstadt Catania:
 Bronte, Calatabiano, Catania, Giarre, Maniace, Palagonia, Ramacca, Scordia, Paternó, Adrano,
- Freies Gemeindekonsortium Enna:
 Barrafranca, Calascibetta, Catenanuova, Centúripe, Enna, Piazza Armerina, Nicosia, Valguarnera, Villarosa
- Metropolitanstadt Messina:
 Barcelona Pozzo di Giotto, Capo d’Orlando, Messina, Mistretta, Santo Stefano di Camastra, Tortorici
- Freies Gemeindekonsortium Ragusa:
 Modica, Pozzallo, Ragusa, Scicli;
- Freies Gemeindekonsortium Trapani:
 Alcamo, Campobello, Castelvetrano, Castellammare del Golfo, Custonaci, Gibellina, Marsala, Mazzara del Vallo, Paceco, Partanna, Salaparuta, Salemi, Santa Ninfa, Trapani, Valderice, Vita
- Italienisches Festland:
 Neapel

Ausgewählte Mandamenti, Familien und Capomafia (orange: Palermitaner Fraktion Bontade-Inzerillo-Badalamenti; gelb: Corleonesi). Bedeutende Cosche sind fett dargestellt.
| Region            | Familie/Mandamento               | Capomafia |
| ----------------- | -------------------------------- | --- |
| Palermo           | Boccadifalco-Passo di Rigano     | Inzerillo-Familie: Rosario Di Maggio Salvatore Inzerillo Salvatore Buscemi Salvatore Manno Calogero Di Maggio                                                                   |
| Palermo           | Torretta                         | Calogero Caruso Salvatore Emanuele Di Maggio |
| Palermo           | Uditore                          | Antonino Giammona Pietro Toretta Franco Bonura Gaetano Sansone |
| Palermo           | Brancaccio                       | Giuseppe Savoca Pietro Vernengo Filippo und Giuseppe Graviano Giuseppe Guttaduro Giuseppe Di Maggio                                                                             |
| Palermo           | Ciaculli und Croceverde-Giardini | Greco-Familie: Giuseppe Greco Salvatore „Ciaschiteddu“ Greco Salvatore „L'Ingegnere“ Greco Michele „Il Papa“ Greco Pino „Scarpuzzeda“ Greco Mario Prestifilippo Vincenzo Puccio |
| Palermo           | Corso dei Mille                  | Corso-dei-Mille-Familie: Francesco di Noto Filippo Marchese |
| Palermo           | La Noce                          | Salvatore Di Pisa Salvatore Scaglione Luigi Caravelli Raffaele Ganci Fabio Chiovaro                                                                                             |
| Palermo           | Malaspina-Cruillas               | Gaetano Maranzano |
| Palermo           | Altarello                        | Leonardo Vitale Giovanni Motisi Cosimo Vitale Vincenzo Tumminia Rosario Inzerillo                                                                                               |
| Palermo           | Pagliarelli                      | Lorenzo Motisi Ignazio Motisi Nino Rotolo |
| Palermo           | Corso Calatafimi                 | Mario Di Girolamo |
| Palermo           | Mezzo Monreale                   | |
| Palermo           | San Giuseppe Jato                | Antonio „Il Furbo“ Salamone Baldassare Di Maggio Francesco Di Carlo Giovanni Brusca                                                                                             |
| Palermo           | Santa Maria di Gesù              | Santa Maria di Gesù-Familie: Salvatore „Totuccio“ Contorno Girolamo „Mimmo“ Teresi Francesco Paolo Bontade Stefano Bontade Giovanni Bontate Pietro Aglieri                      |
| Palermo           | Borgo Molara                     | Vincenzo Cascino |
| Palermo           | Porta Nuova                      | Giuseppe Corvaia Gaetano Fillipone St. Tommaso Buscetta Tommaso Spadaro Gerlando Alberti „Pippo“ Caló Gaetano Lo Presti Giovanni Lipari                                         |
| Palermo           | Palermo Centro                   | Angelo La Barbera Salvatore La Barbera |
| Palermo           | Borgo Vecchio                    | Antonino Abbate |
| Palermo           | Resuttana                        | Antonino Matranga Francesco Madonia Gaetano Carollo |
| Palermo           | Acquasanta-Arenella              | Gaetano Galatolo Michele „La Belva“ Cavataiao Antonino Pipitone Gaetano Fidanzati                                                                                               |
| Palermo           | Partanna-Mondello                | Rosario Riccobono |
| Palermo           | Castronovo di Sicilia            | Calogero Pizzuto |
| Palermo           | San Lorenzo                      | Filippo Giacalone Mariano Troia Calogero Lo Piccolo Giuseppe Gambino |
| Corleone          | Corleone                         | Corleonesi: Michele „U Patri Nostru“ Navarra Vincenzo „Mr. Vincent“ Collura Luciano Liggio Totó „’U Curtu“ Riina Leoluca Bagarella Bernardo Provenzano Rosario Lo Bue           |
| Prizzi            | Prizzi                           | Tommaso Cannella |
| Cinisi            | Cinisi                           | Cesare Manzella Gaetano Badalamenti |
| Godrano           | Godrano                          | Salvatore „Turiddu“ Lorello |
| Bagheria          | Bagheria                         | Antonio Mineo Salvatore „L'Ingegnere“ Greco Leonardo Greco Giovanni Scaduto Giuseppe Scaduto                                                                                    |
| Villabate         | Villabate                        | Salvatore Montalto |
| Casteldaccia      | Casteldaccia                     | Giuseppe „Piddu“ Panno |
| Belmonte Mezzagno | Belmonte Mezzagno                | Antonino „Nino“ Spera |
| Misilmeri         | Misilmeri                        | Girolamo „Mommo“ Grasso |
| Caccamo           | Caccamo                          | Giuseppe Panzeca, Francesco Intile |
| Trabia            | Trabia                           | Salvatore Rinella |

## Geschäftsfelder
Sowohl von der sizilianischen wie der US-amerikanischen Cosa Nostra werden alle Arten illegaler Aktivitäten betrieben. Originärer Schwerpunkt und auch noch eine der Haupteinnahmequellen auf Sizilien ist die Schutzgelderpressung. Schutzgeld wird flächendeckend im Herrschaftsgebiet eingetrieben und hat praktisch den Charakter einer Steuer; sie untermauert den staatsähnlichen Anspruch der Mafia als allgemeingültige Organisation, die den italienischen Staat als Autorität ablehnt. Auch wenn diese Einnahmequelle weniger lukrativ ist als etwa der Drogenhandel, so ist sie dennoch zentraler Bestandteil der Cosa Nostra. In Palermo hat die Schutzgelderpressung eine sehr lange Tradition, in anderen Städten wie Catania wird sie dagegen erst seit den 1980er Jahren praktiziert.
Die amerikanische Cosa Nostra wurde durch die Alkoholprohibition von 1920 bis 1932 groß, hatte jedoch immer starke Wurzeln im legalen und illegalen Glücksspiel. Nach dem Zweiten Weltkrieg stiegen die Amerikaner in den Drogenhandel zunächst mit Heroin ein, der im Prinzip ab 1957 von den Sizilianern übernommen wurde. Ein weiteres Standbein vor allem in der ersten Hälfte des 20. Jahrhunderts war der Schmuggel mit diversen Gütern, beispielsweise Zigaretten oder Kaffee, und die Kontrolle des Schwarzmarktes. Jahrzehntelang organisierte die Cosa Nostra außerdem Entführungen meist sehr reicher Leute. Dies wurde Ende 1960er Jahre auf Sizilien selbst endgültig verboten und nur auf dem italienischen Festland weiterhin gestattet.
Tommaso Buscetta nannte dafür mehrere Gründe: „Die ‚Kommission‘ hatte beschlossen, dass Personenentführungen in Sizilien nicht mehr stattfinden dürfen, und das nicht nur aus humanitären, sondern aus praktischen Gründen. Die Entführungen schaffen in der Bevölkerung ein allgemein feindseliges Klima gegenüber den Entführern, und das ist kontraproduktiv, wenn es in Gebieten wie Sizilien geschieht, wo die Mafia traditionell eingesessen ist; außerdem provozieren Entführungen eine größere Aufmerksamkeit der Polizei gegenüber der organisierten Kriminalität.“
Dieses allgemeine Verbot galt auch für die „normalen“ Kriminellen; nach der Entführung einer Frau aus Palermo wurde die Frau befreit und einer der beiden Täter vom Boss Rosario Riccobono umgebracht. Von den Corleonesern wurde das Verbot in den 1970er Jahren allerdings wiederholt unterlaufen. Neben der Geldeinnahme diente es als Machtdemonstration, da bevorzugt Unternehmer unter dem Schutz gegnerischer Familien entführt wurden.
Die Prostitution wird von der Cosa Nostra nicht betrieben und gilt als streng verboten.

„Wir haben die Prostitution stets von den Geschäften der Cosa Nostra ausgeschlossen und alle verachtet, die die Prostituierten ausbeuten. In den dreißiger Jahren schickte der Präfekt Mori auch Zuhälter auf die Inseln in die Verbannung. Dort organisierten die Uomini d’onore (Ehrenmänner) Prügelaktionen gegen diese ‚Ricottari‘, wie sie seinerzeit hießen.“

Während die amerikanische Mafia illegale Prostitution als wichtiges Geschäftsfeld betrachtet, den Drogenhandel ihren Mitgliedern aber grundsätzlich (und nicht immer erfolgreich) verbietet, verhält es sich auf Sizilien genau umgekehrt.
Im illegalen Waffenhandel spielt die sizilianische Cosa Nostra eine bedeutende Rolle. Außerdem betreibt sie in großem Umfang Geldwäsche und erwirbt durch Korruption öffentliche Aufträge im Bausektor, Gesundheitswesen und der Müllbeseitigung. Die Cosa Nostra betreibt auch in großem Umfang Subventionsbetrug, seit die EU mit der Vernichtung von überschüssigen Erträgen die Landwirtschaft subventioniert.
Seit den 1960er Jahren vertreibt die Cosa Nostra den Großteil des Heroins in Amerika und Europa. Nachdem der Heroinhandel in den frühen 1980er Jahren seinen Höhepunkt erreichte, ist der Absatz seitdem jedoch stark rückläufig und Heroin wurde seitdem vom Kokain abgelöst. Auch ein Teil des europäischen Kokainmarktes wird von der Cosa Nostra betrieben, wenn auch die ’Ndrangheta hier mit etwa 80 Prozent des kontrollierten europäischen Kokainhandels führend ist.
Durch den internationalen Drogenhandel hat sich oftmals eine internationale Arbeitsteilung herausgebildet, in der die Cosa Nostra, die neapolitanische Camorra, die kalabresische ’Ndrangheta und Banden anderer Länder zusammenarbeiten, da der gesamte organisatorische Komplex von Ernte der Drogen, Logistik, Vertrieb und Finanzierung durch eine einzelne Gruppe oft äußerst schwierig ist.
Von den späten 1970er bis Mitte der 1980er Jahre verarbeitete die Cosa Nostra das aus der Türkei und dem Vorderen Orient gelieferte Opium noch selbst. 1985 wurde jedoch das letzte Drogenlabor von Behörden in Alcamo entdeckt und seitdem ist man offensichtlich dazu übergegangen, das Heroin direkt in den Ursprungsländern im Nahen Osten herzustellen. Die sizilianische Organisation, spezialisiert vor allem auf den Heroinhandel, tauscht seit den 1980er Jahren zudem auch Heroin mit den kolumbianischen Kartellen oder deren bevorzugten Geschäftspartnern, der ’Ndrangheta, die dafür im Gegenzug Kokain nach Europa liefern.
In vielen legalen Geschäftsbereichen war und ist die Cosa Nostra sehr präsent. Beispiele sind vor allem das Gesundheitswesen, das Baugewerbe, das Gastronomie- und Gaststättengewerbe, der Export von italienischen Lebensmitteln und allgemein die Landwirtschaft.

„In der Cosa Nostra gibt es zahlreiche kleine Unternehmer. Mehr noch: Die Mehrheit in ihr besteht aus Geschäftsleuten, Männern, die Läden, Firmen und Unternehmen führen. Sie treiben Handel, sind erfinderisch und von morgens bis abends unterwegs. Ruhelose Menschen, denen ein aktives Leben gefällt, die neue Dinge mögen und die eine unendliche Zahl von Leuten aus allen möglichen Bereichen kennen. Unternehmer, die rund um die Uhr hellwach sind. […] Luciano Liggio, das Oberhaupt der Corleoneser, war Gutspächter und verstand sich auf Landwirtschaft wie alle Corleoneser und wie die Grecos, die Bosse aus der Peripherie Palermos. Die Bontades z. B. betrieben u. a. Südfrüchtehandel.
In der Cosa Nostra gab es immer viele Händler und Exporteure von Südfrüchten, heute sind auch zahllose Bauunternehmer und Akquisiteure öffentlicher Aufträge darunter. Cavataio war ein kleiner Bauherr, Rosario Spatola ein großer Bauunternehmer, einer der größten in Palermo. Einer der Vernengos hatte eine Fabrik für Kühleis. Gaetano Badalamenti hielt u. a. Kühe und verkaufte Käse. Viele andere waren Fuhrunternehmer, Ersatzteillieferanten für Kraftfahrzeuge, Metzger, Vieh-, Fisch- oder Obsthändler. Nitto Santapaola begann als fahrender Schuhhändler und wurde schließlich Generalvertreter von Renault in Catania. Sein Bruder Salvatore hatte eine Rosticceria. Die Ferreras verkauften Mineralwasser und unterhielten Spielkasinos. […] Sogar Priester sind dabei, wie etwa Padre Agostino Coppola. Er hat den Corleoneser-Boss Totò Riina mit Antonietta Bagarella getraut, während Totò im Untergrund lebte. Außerdem sind viele Ärzte und Rechtsanwälte dabei.“

Von der staatlichen Antimafia wird der gesamte Erlös in Italien auf 100 Milliarden Euro geschätzt. Vergleichsweise ist dies das Doppelte des Umsatzes des Autokonzerns Fiat und entspricht etwa sieben Prozent des italienischen Bruttosozialprodukts.

## Verhältnis zu anderen mafiösen und kriminellen Organisationen
Die Cosa Nostra unterhält traditionell enge Verbindungen zur Camorra und ’Ndrangheta, den beiden anderen etablierten süditalienischen mafiösen Organisationen. Das Verhältnis zur ’Ndrangheta hat dabei in den letzten Jahren einen tiefgreifenden Wandel durchgemacht. Die Mitglieder der Cosa Nostra schauten bis in die frühen 1990er Jahre auf ihren „armen Verwandten“ herab und hatten lange Zeit eindeutig eine dominante Rolle. Seitdem die sizilianische Mafia ab 1992 massiv unter staatlichen Verfolgungsdruck geraten ist, hat aber die ’Ndrangheta im Windschatten dieser Entwicklung die Rolle eines Juniorpartners zugunsten einer dominanten Rolle abgelegt.
In den 1970er Jahren arbeitete die ’Ndrangheta noch eng mit der Cosa Nostra zusammen, um Entführungen (zwecks Lösegelderpressung) durchzuführen, und wurde gelegentlich von dieser eingesetzt, um für sie Morde zu begehen. Infolge der Schwächung der Cosa Nostra in den für sie chaotisch verlaufenen 1990er Jahren hat die ’Ndrangheta sukzessive den Drogenhandel mit den südamerikanischen Kartellen übernommen, den bis in die 1990er Jahre die Sizilianer auf der europäischen Seite durchführten. So hat nunmehr in diesem Geschäftsgebiet eher die Cosa Nostra eine Juniorrolle inne. Die ’Ndrangheta hat inzwischen ein engeres Verhältnis zu den kolumbianischen Kartellen als sie und gilt diesen als der zuverlässigere Partner.
Das Verhältnis zur Camorra ist traditionell eng, jedoch nicht spannungsfrei. In den frühen 1980er Jahren wollte die seinerzeit von den Corleonesern geführte Cosa Nostra mittels ihrer neapolitanischen Familie und durch Verbündete innerhalb der Camorra eine gewisse Kontrolle über Neapel erlangen. Dies gelang ihr jedoch niemals. Die Zeugen Antonino Calderone und Tommaso Buscetta blickten seinerzeit in ihren Aussagen auf die Camorra herab und gaben an, die Camorristi seien erfahrungsgemäß bei Joint Ventures wie im Zigarettenschmuggel immer dazu geneigt, auch ihre Geschäftspartner zu betrügen. Buscetta ging so weit, die Camorra gegenüber Giovanni Falcone als „Clowns“ zu betiteln, „die es sogar fertigbringen, Stadtpolizisten zu rekrutieren“. Cosa Nostra und Camorra arbeiten aber im Schmuggel von Drogen und Zigaretten zusammen.
Zur jüngeren apulischen Mafia-Organisation, der Sacra Corona Unita, bestehen geschäftliche Verbindungen, die jedoch weniger eng sind.
Zur amerikanischen Schwesterorganisation der Cosa Nostra besteht ein enges Verhältnis, allerdings oft eher auf mittlerer bis unterer Ebene. Beide Organisationen agieren unabhängig voneinander und haben gravierende Mentalitätsunterschiede entwickelt, sind jedoch (vor allem auch verwandtschaftlich) weiterhin aufs Engste miteinander verbunden. (Siehe auch Amerikanische Cosa Nostra)
Außerdem unterhält die Cosa Nostra überall dort enge Verbindungen zu anderen kriminellen Organisationen, wo sie auf deren Mitarbeit beim Schmuggel und Drogenhandel angewiesen ist. Dazu zählen im Nahen und Mittleren Osten vor allem libanesische und türkische Banden, die aufgrund ihrer geographischen Lage die Einfuhr von Heroin aus Zentralasien unterstützen, des Weiteren die südamerikanischen Drogenkartelle, die vor allem Kokain liefern, sowie asiatische Organisationen, die in Südostasien im Goldenen Dreieck die Herstellung von Heroin und dessen Vertriebswege kontrollieren.

## Verbindungen zur Politik
Die Cosa Nostra unterhält wohl seit ihrer Gründung Verbindungen zur Politik und ist mit ihr teils aufs engste verfilzt. Bis zum Zweiten Weltkrieg existierten Verbindungen (wahrscheinlich) vornehmlich zur Regionalpolitik. Ab 1943, von der Erfahrung des Faschismus geprägt, engagierte sich die Cosa Nostra verstärkt in der landesweiten Politik. Sie suchte zum eigenen Vorteil die Extreme Faschismus und Kommunismus zu verhindern und unterstützte stattdessen erst zögernd, dann immer enger die Democrazia Cristiana. Dies gelang durch kontrollierte Wählerstimmen und finanzielle Zuwendungen.
Im Einzelfall unterstützte sie gemäßigte Parteien, während totalitäre Parteien für sie tabu waren und sind; in geringerem Maße die Republikanische Partei sowie die Sozialdemokraten. Nach dem Ende der ersten italienischen Republik wandte sie sich laut Aussagen vieler Pentiti verstärkt der Forza Italia Silvio Berlusconis zu. Die Verbindung zu vielen namhaften Politikern der christdemokratischen Partei, wie Salvatore Lima und Vito Ciancimino, ist dokumentiert. Auch zum siebenfachen Ministerpräsidenten Giulio Andreotti sollen Verbindungen bestanden haben.
Durch Mittelsmänner wie Lima und Nino Salvo erreichte die Cosa Nostra jahrzehntelang, dass sie juristisch fast unbehelligt blieb und Entscheidungen in ihrem Sinne ausfielen. Auf kommunaler und regionaler Ebene profitierte sie vor allem wirtschaftlich sehr stark von der Verfilzung mit der sizilianischen Politik. Der Vorsitzende der 1. Sektion des Kassationsgerichts, Corrado Carnevale, hob Urteile aufgrund kleinster formaler Fehler wiederholt auf. Bruno Contrada, Agent des italienischen Geheimdienstes und Vizechef der Polizei von Palermo, informierte die Cosa Nostra jahrelang im Vorhinein über Operationen der Polizei. Er war derjenige, der die Cosa Nostra über Giovanni Falcones Eintreffen in Palermo informierte und so erst den Mordanschlag ermöglichte.
Die enge Verbindung zu einigen Politikern soll in einigen Fällen auch der Grund für Morde der Cosa Nostra sein. Piersanti Mattarella soll ermordet worden sein, weil er, wie zuvor Aldo Moro oder General Carlo Alberto Dalla Chiesa, „dem Palazzo gefährlich wurde“. Laut Aussage einiger Pentiti soll Bernardo Provenzano auch seinen Vorgänger Salvatore Riina im Zuge der Trattativa (der Verhandlungen mit dem Staat nach der Ermordung Falcones) an die Polizeibehörden ausgeliefert haben, um so eine neue Vereinbarung zu erzielen, die nicht nur ihn selbst vor der Festnahme bewahrte, sondern der Cosa Nostra auch eine neue Phase der Kooperation mit der Politik sicherte.
Zum sizilianischen Freimaurertum unterhält die Cosa Nostra seit Jahrzehnten ebenfalls enge Verbindungen, wie die Anti-Mafia-Kommission 1993 feststellte. „Das grundlegende Terrain, auf dem sich die Beziehungen zwischen Cosa Nostra, der öffentlichen Hand und Freiberuflern wie Rechtsanwälten und Steuerberatern entwickeln, sind die Freimaurerlogen. Die Bindung durch die Solidarität der Freimaurer dient dazu, organische und dauerhafte Beziehungen herzustellen. […] Die Eingliederung ins Freimaurertum bietet der Mafia ein ausgezeichnetes Instrument, ihre Macht auszuweiten, um Gefallen und Privilegien in allen Bereichen zu erhalten: sei es, um große Geschäfte abzuschließen, sei es für die Regelung von Prozessen, wie dies zahlreiche Kollaborateure der Justiz enthüllt haben.“

## Die Cosa Nostra in Deutschland
Die Cosa Nostra ist nicht nur auf Sizilien (und Neapel) beschränkt, sondern inzwischen weltweit aktiv. Seit den 1970er Jahren ist sie zunehmend in Deutschland präsent. Anfangs nur als ein Rückzugsraum genutzt, wo gesuchte Mitglieder zeitweilig untertauchen konnten, betreiben viele Familien, vor allem kleinere aus dem südlichen Teil Siziliens, nun in Deutschland auch aktiv ihre Geschäfte. Die Entwicklung beschrieb der wichtige Kronzeuge Antonino Giuffrè 2002: „Man sucht sich deutsche Bekannte […] besonders solche, die im Bankgewerbe oder als Unternehmer tätig sind […] das war vor allem so, als die neue deutsche Hauptstadt gebaut wurde, Berlin – dort wurden Millionen investiert. Was glauben Sie, wie viele italienische Unternehmen dort tätig waren? Hunderte […] Und jeder sagt: Aber das ist doch nur natürlich, dass die Leute dorthin kommen, wo es Arbeit gibt. Dabei geht es um etwas ganz anderes.“
Zudem wird unter dem legalen Deckmantel des Restaurant- und Gaststättenbetriebs der Drogenhandel organisiert und Geld gewaschen. Besonders vor der Geldwäsche in Deutschland warnte die italienische Senatorin und Anti-Mafia-Kämpferin Laura Garavini. Schwerpunkte der Cosa Nostra in Deutschland sind nach Angaben des BKA neben Geldwäsche „Raub- bzw. Banküberfälle und illegale Tätigkeiten in der Bauwirtschaft“. Andere sizilianische Mafiagruppen sind dagegen eher auf die Schutzgelderpressung oder den Rauschgifthandel spezialisiert.
In Hamburg ist die Familie Cursoti aus Catania aktiv, in Mannheim eine Dependance der Familie aus Gela, in Nürnberg eine Dependance der Familie aus Syrakus, in Wuppertal eine Dependance der Familie aus Niscemi. In Köln existieren gleich zwei Dependancen der Familien aus Licata und Favara. In Spiesen-Elversberg existiert ein Ableger der Familie aus Siculiana. Zudem unterhielten die Corleoneser besonders unter Salvatore Riina traditionell enge Verbindungen zur Camorra-Dependance in Baden-Baden. Diese, aus Giugliano in Campania stammend, soll unter ihrem Anführer Sabatino Ciccarelli den Kokainhandel in Deutschland organisiert haben.

## Geschichte

### Entstehung
Der Entstehungszeitraum der Cosa Nostra ist umstritten und nicht mehr sicher festzustellen. Es gibt viele Legenden über ihren Ursprung – der erste Pentito, Tommaso Buscetta, gab eine innerhalb der Organisation sehr populäre Version an, nach der die Cosa Nostra bereits im Mittelalter als Aufstandsbewegung gegen die französische Fremdherrschaft entstand. Der Wahrheitsgehalt dieser folklorehaften Geschichten wird jedoch stark bezweifelt; dies gilt noch mehr für Spekulationen, die Wurzeln im antiken Klientelwesen behaupten.

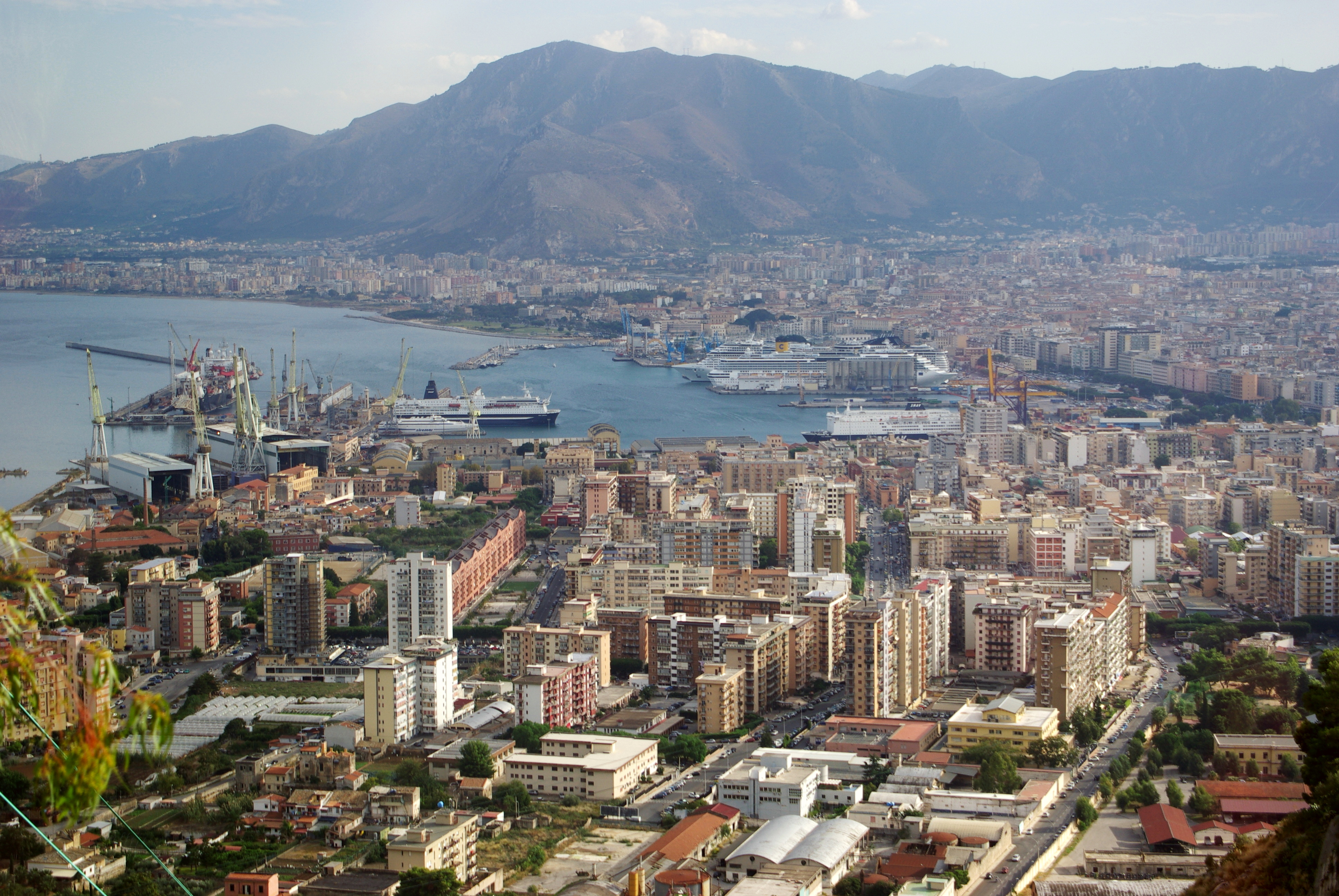
Panoramabild von Palermo

Es ist vielmehr anzunehmen, dass sich die Cosa Nostra in den ersten Jahrzehnten des 19. Jahrhunderts im Westen Siziliens bildete. Zudem ist es sehr wahrscheinlich, dass sich viele „Familien“ zeitgleich und unabhängig voneinander formierten. Ihr wahrscheinlicher Ursprungsort ist in der Provinz Palermo zu suchen, wo heute fast die Hälfte aller Familien der Cosa Nostra operieren und sich die Existenz einiger Familien auch sehr weit in das 19. Jahrhundert zurückverfolgen lässt. Traditionell nimmt man einen Zusammenhang mit den großen Zitronenplantagen in dieser Region an. In jüngster Zeit haben Historiker allerdings die These vertreten, dass die Organisation vielmehr im Umfeld der frühindustriellen Schwefelproduktion aufstieg.
Die Cosa Nostra entstand jedenfalls im postfeudalen Sizilien, als ein schwacher Staat nicht völlig in der Lage war, Recht und Gesetz durchzusetzen. In diesen Jahrzehnten wurde diese geheimnisvolle Geheimgesellschaft oftmals mit romantischen Ideen verklärt und ihre Taten mit dem südländischen Temperament der Sizilianer begründet. Hierauf beruht wohl der Irrtum, die Mafia und Cosa Nostra seien in einem moralischen Sinne anfangs vollkommen „gut“ und rechtschaffen gewesen und hätten sich erst in den folgenden Jahrzehnten zu bösartigen, kriminellen Organisationen modernisiert. Dass dies nicht der Realität entspricht, zeigen Berichte aus jener Zeit über die illegalen Handlungen der Cosa Nostra. Von Anfang an gehörten auch Schutzgelderpressung und Mord zu ihrem Handlungsrepertoire.
1838 schrieb der oberste Staatsanwalt von Palermo, Pietro Calá Ulloa, dass „das Volk zu einer stillschweigenden Übereinkunft mit Verbrechern gekommen ist“. Der Baron Niccolò Turrisi Colonna beschrieb 1864 eine „Sekte von Dieben“, die politische Protektion in vielen Regionen Siziliens genieße, sich untereinander nur durch spezielle Gesten zu erkennen gebe, und einen Ehrenkodex namens „Umilta“ pflege. 1865 wurde der Begriff „Mafia“ in einem Bericht des Präfekten von Palermo erstmals öffentlich erwähnt, obwohl auch noch Begriffe wie „Sekte“ oder „Bruderschaft“ verwendet wurden. Eine staatliche Untersuchungskommission über die soziale und wirtschaftliche Lage Siziliens definierte die Mafia 1875 als „instinktive, brutale und parteiische Solidargemeinschaft“.
Die Aktivitäten der Organisation konzentrierten sich in ihrer Anfangszeit vor allem auf den Rinderdiebstahl, Schmuggel, Entführungen und die Gewährung von Schutz für die weit verbreiteten Zitrusplantagen in der „Conca d’Oro“ um Palermo herum. Durch die Wahlrechtsreform von 1882 gewann die Cosa Nostra Einfluss auf die sizilianische Politik, deren Vertreter nun zunehmend auf von der Cosa Nostra kontrollierte Wählerschaft angewiesen waren.
Am 1. Februar 1893 beging die Cosa Nostra zum ersten Mal einen Mord, der weit über Sizilien und Italien hinaus für Aufsehen sorgte. Im Zug von Termini Imerese nach Palermo wurde Emanuele Notarbartolo mit 27 Messerstichen ermordet. Notarbartolo war Großgrundbesitzer und drei Jahre Bürgermeister von Palermo gewesen und in dieser Zeit hatte er als einer der ersten die Cosa Nostra bekämpft. Danach wurde er Präsident der Bank von Sizilien, ab 1890 war er Privatmann. Seinen Kampf gegen die „ehrenwerte Organisation“ setzte er fort, indem er sich beispielsweise weigerte, Männer anzustellen, die der Cosa Nostra angehörten. Als er drohte, die weitgehende Korruption innerhalb der Leitung der Bank von Sizilien offenzulegen, wurde er ermordet. Ein Prozess vor Gericht fand erst sieben Jahre später statt (in Mailand). Die Aufklärung des Mordes wurde verschleppt und immer wieder sabotiert – ein erstes Zeichen für die Fähigkeit der Cosa Nostra, hohe öffentliche Stellen zu korrumpieren.

### Die Cosa Nostra unter Mussolini
Mit dem „Marsch auf Rom“ 1922 errang die faschistische Bewegung die Macht in Italien. Nachdem die Mafia im 19. Jahrhundert noch sozialromantisch verklärt worden war, änderte sich diese Haltung unter dem faschistischen Regime. Von 1926 bis zum Ende des Jahrzehnts wurde die Mafia mit allen Mitteln entschieden bekämpft. Dabei ging es dem „Duce“ Benito Mussolini vor allem darum, die uneingeschränkte Autorität des Staates und der faschistischen Bewegung zu sichern. Mussolini entsandte daher den „eisernen Präfekten“ Cesare Mori nach Sizilien, der mit allen Mitteln der Diktatur gegen die Mafia vorging. Tausende – oft auch zu Unrecht Verdächtigte – wurden auf kleine Mittelmeerinseln verbannt, getötet oder ins Gefängnis geworfen. Häufig geschah dies ohne Prozess.
Die Mafiafamilien lösten sich unter dem Verfolgungsdruck nicht auf, blieben aber inaktiv. Viele „Ehrenmänner“ flohen in die Vereinigten Staaten, andere nach Tunis, wo es damals eine große italienische Gemeinde gab, und es entstand dort eine „Familie“, die bis in die 1940er Jahre hinein aktiv war. Zu den in die USA ausgewanderten Mafiosi zählten illustre Namen wie Joe Bonanno, Carlo Gambino, Joe Profaci und Joe Masseria, die zu Anführern der dortigen Organisation aufstiegen.
Ganz zerschlagen konnte Mori die Organisation jedoch nicht. Obwohl er viele der einflussreichsten Capos namentlich kannte und auch zu belangen versuchte, waren diese durch politische Protektion weitgehend vor der Verurteilung geschützt. 1925 identifizierte Mori als Chef der Mafia von Palermo einen Mann namens Di Giorgio, den Bruder des Oberkommandierenden der italienischen Armee auf Sizilien. Den Sekretär der faschistischen Partei von Palermo, den Augenarzt Alfredo Cucco, klagte er als den Chef einer der mächtigsten Familien von Palermo an. 1929 wurde Mori jedoch nach Rom zurückberufen; Cucco wurde freigesprochen, Di Giorgio niemals belangt. Mussolini hatte seine Herrschaft über Sizilien hinreichend konsolidiert und erklärte die Mafia daher wider besseres Wissen für besiegt.

### Rekonsolidierung
Nach der Landung der Alliierten 1943 auf Sizilien, die nach einigen Thesen unter Mithilfe der Cosa Nostra erfolgte, da in der US Army viele Italoamerikaner dienten und man überdies in Mussolini einen gemeinsamen Feind hatte, entstand die Organisation neu. Italien – vor allem der schwach entwickelte Süden des Landes mit Sizilien – war am Ende des Zweiten Weltkriegs wirtschaftlich vollkommen am Boden. 1945 war Italiens Bruttosozialprodukt auf dem Niveau von 1911 und die Reallöhne waren auf 26,7 % des Wertes von 1913 gefallen.
Eine starke Staatsmacht fehlte zwischen Neapel und Palermo nach wie vor, und auf Sizilien gab es sogar separatistische Bestrebungen, sich vom Rest des Landes zu lösen und die Unabhängigkeit zu erreichen. In diesen chaotischen Zuständen ernannten die Amerikaner viele Capos zu Bürgermeistern kleiner Orte im Landesinneren, darunter auch den mutmaßlichen „Capo dei capi“, Calogero Vizzini. Die Amerikaner suchten nach Gegnern des Faschismus und des Kommunismus und nach lokalen Autoritäten, mit denen sie zusammenarbeiten konnten, um die Ruhe sicherzustellen und einen schnellen reibungslosen Übergang zur Demokratie zu ermöglichen. Sie fanden Hilfe in wichtigen Mafiagrößen, die ihnen vor Ort als „einflussreiche und ehrbare Männer“ und Respektspersonen vorgestellt worden waren. Die guten Beziehungen mancher „Ehrenmänner“ zur katholischen Kirche wirkten ebenfalls positiv. Der aus den USA deportierte Mafioso Vito Genovese schaffte es, der Dolmetscher des amerikanischen Gouverneurs von Sizilien, Oberst Charles Poletti, zu werden.
Viele Flüchtlinge kehrten nun zurück und überall auf Sizilien entstanden die alten Familien neu und waren bald wieder fest in der Gesellschaft verankert. Die Cosa Nostra organisierte in den Anfangsjahren vor allem den Schwarzmarkt. Der Schmuggel mit diversen Gütern wie Kaffee und Zigaretten blühte auf. Die Cosa Nostra nahm erneut ihre Position als Beschützer der Großgrundbesitzer und Garant der bestehenden Ordnung ein. Entschieden wandte sich die Organisation in der Folge gegen die kommunistischen Bewegungen und die Gewerkschaften. In den ländlichen Gebieten Siziliens, wo diese vor allem unter den Bauern Fuß zu fassen suchten, kam es in den Nachkriegsjahren immer wieder zu blutigen Zusammenstößen und Morden. Zwischen 1945 und 1965 wurden auf Sizilien insgesamt 41 Vertreter der Bauernbewegungen ermordet.
Die Cosa Nostra ging in dieser Zeit ein enges Bündnis mit der Democrazia Cristiana ein, die sich als die dominante Partei im politischen Italien bis zum Ende des Kalten Krieges etablieren konnte. In den 1950er und 1960er Jahren profitierte die Cosa Nostra von diesen guten Verbindungen, als es zur sogenannten „Plünderung Palermos“ kam, bei der die alten denkmalgeschützten Gebäude der Innenstadt verfielen oder ganz abgerissen wurden und stattdessen im Umland Palermos oftmals illegale, billige Wohnviertel errichtet wurden. Die Cosa Nostra, die die Ländereien kontrollierte, verdiente dabei sowohl indirekt durch den geleisteten Schutz als auch direkt durch eigene Baufirmen oder solche, die durch Strohmänner geleitet wurden.
Da auf den Handel mit Zigaretten ein Staatsmonopol bestand, organisierten mehrere Familien zusammen mit korsischen und französischen Banden den Schmuggel. Bald wurde neben den Zigaretten in geringerem Maßstab mit Heroin und anderen Drogen gehandelt. Durch den Handel mit den Zigaretten schafften sich einzelne Familien ein Vertriebsnetz, das später auch dem Heroinhandel dienen sollte.

### Gründung der Kommission
Bereits seit Kriegsende bestanden enge Verbindungen zwischen der sizilianischen und der amerikanischen Mafia, und nach einigen Jahren unternahm man es, diese zu systematisieren. Vom 10. bis 14. Oktober 1957 fand daher, wahrscheinlich durch Joseph Bonanno organisiert, ein Treffen zwischen sizilianischen und amerikanischen Mafiosi im Grand Hotel des Palmes und im Restaurant Spano in Palermo statt. Teilnehmer waren führende Bosse sowohl der amerikanischen als auch der sizilianischen Organisation. Angeblich war als Gast auch der amerikanische Entertainer Frank Sinatra anwesend, dem zeitlebens Verbindungen zur Mafia nachgesagt wurden.
Es wurden Absprachen getroffen, um den größten Drogenhandel mit Heroin aufzuziehen, den es bis dahin gegeben hatte. Um künftig wirksam Streitigkeiten zu vermeiden und durch Verhandlungen zu lösen, wurde nun in Palermo ebenfalls wie in den USA eine „Kommission“, auch „cupola“ (it.: Kuppel) genannt, aus zwölf Mitgliedern gebildet, deren ersten Vorsitz der in der Cosa Nostra sehr geachtete Salvatore Greco übernahm und nicht einer von den von Lucky Luciano favorisierten La-Barbera-Brüdern (siehe dazu auch Sizilianische Mafia-Kommission). Tommaso Buscetta bezeichnete die Kommission außerdem als Instrument, um „die Streitigkeiten zwischen den Mitgliedern der verschiedenen Familien und ihren jeweiligen Capi abzublocken; erst später wurde ihre Funktion bis hin zur Regelung der Tätigkeiten aller in einer Provinz vorhandenen Familien ausgeweitet“.
Als Ergebnis des Treffens wurde es den Sizilianern erlaubt, die von ihnen gelieferten Drogen – gegen Zahlung einer prozentualen Abgabe – in den USA selbst vertreiben zu dürfen (siehe Pizza Connection). Den amerikanischen Mafiosi war der Drogenhandel von ihren Paten in den Jahren zuvor streng verboten worden, um allzu viel Aufmerksamkeit von Seiten der Strafbehörden zu vermeiden. Allerdings hielten sich Vito Genovese, Carmine Galante und andere nicht an diese Vereinbarung, da der Drogenhandel riesige Gewinnspannen ermöglichte. Sizilien wurde zunehmend zum zentralen Umschlagsplatz des aus dem Nahen und Mittleren Osten gelieferten Heroins.

### Corleone 1958

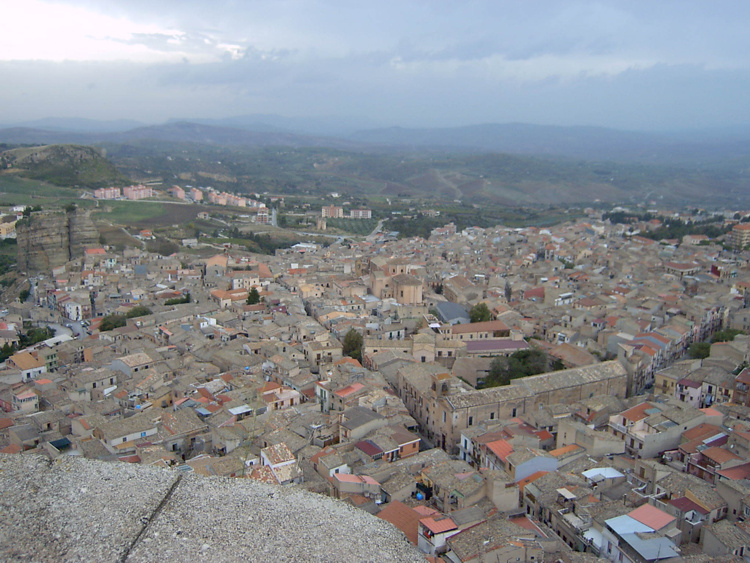
Blick über Corleone

Corleone, im Inselinnern rund 60 Kilometer von Palermo entfernt, war in der Mitte des 20. Jahrhunderts eine Stadt mit hoher Gewalttätigkeit. Zwischen 1944 und 1948 wurden über 150 Morde registriert. Von 1953 bis 1961 verlor Corleone (weniger als 20.000 Einwohner) 1,5 Prozent der Bevölkerung durch Bandenmorde. Es wurden 52 Morde sowie 22 versuchte Morde innerhalb Corleones verzeichnet, dazu kommen noch die Opfer der „Lupara bianca“.

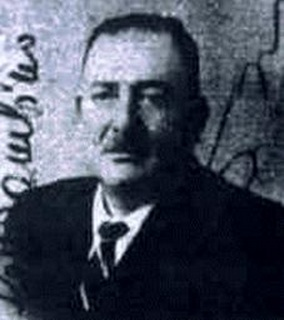
Michele Navarra

1958 zeigte sich dort, dass die Cosa Nostra im Begriff war, sich zu verändern und sich stetig weiter modernisierte. Am 2. August 1958 tötete Luciano Liggio – eigentlich Leggio – auf der Straße von Lercara Friddi nach Corleone das Oberhaupt der Corleoneser Mafia, Doktor Michele Navarra. Mit Navarra zusammen starb ein mit ihm befreundeter unbeteiligter Arzt, der ihn auf der Fahrt begleitet hatte. Der Mord war nach amerikanischem Vorbild mit Maschinenpistolen ausgeführt worden, was auf Sizilien bis dahin unüblich gewesen war. Er zeigte erstmals die Kaltschnäuzigkeit und Skrupellosigkeit Liggios und seiner treuen Gefolgsleute.
Dem Mord vorhergegangen war ein Konflikt zwischen dem aufstrebenden machthungrigen Liggio und dem etablierten Patriarchen Navarra, der seit 1943 die Geschicke der Familie von Corleone geleitet hatte. Liggio hatte in den Jahren zuvor eine Gruppe ehrgeiziger junger Männer um sich versammelt. Zu diesen gehörten vor allem seine spätere rechte und linke Hand Salvatore Riina, genannt „u curtu“ („der Kurze“ aufgrund seiner geringen Körpergröße von 1,58 Metern) und Bernardo Provenzano, auch bekannt als „u tratturi“ (it: Der Traktor). Beide wurden in den Medien später als „die Bestien“ bekannt. Außerdem gehörten Calogero und Leoluca Bagarella, Giuseppe Ruffino, Giovanni Pasqua sowie Salvatore Riinas Onkel Giacomo zu diesem Kreis.
Nach dem Mord an Navarra wurden dessen Gefolgsleute in einem Jahre andauernden Krieg bis auf einige wenige Ausnahmen, denen es gelang, aus Corleone zu fliehen, ebenfalls liquidiert. Diese Vorgehensweise war innerhalb der Cosa Nostra eine neue Form. Bei früheren kleineren Kriegen innerhalb der Cosa Nostra endete der Konflikt gewöhnlich mit dem (gewaltsamen) Tod eines der Anführer der beiden Parteien. Liggio und seine Leute dagegen töteten alle, die sich nicht bereits vor Beginn des Kampfes auf ihre Seite gestellt hatten. Im Zweiten Großen Mafiakrieg sollte sich dies in einem noch weit größeren Maßstab erneut wiederholen. Corleone wurde infolge der andauernden Gewalt als der „Grabstein“ bekannt.
Auf die Zeitung L’Ora, die einen Bericht über Liggio und seine Anhänger mit der Überschrift „Pericoloso“ (it: gefährlich) herausgab, wurde drei Tage später ein Bombenanschlag verübt, der die Redaktionsräume verwüstete. Die Familie von Corleone entstand unter Liggios Führung neu. Er ließ Corleone bald hinter sich und richtete seine Aufmerksamkeit auf Palermo, wo er seinen Einfluss stetig zu erweitern suchte.
Die Corleoneser gingen bald ein Bündnis mit dem Politiker Vito Ciancimino ein, der ebenfalls ursprünglich aus Corleone stammte. Die Corleonesi hatten viele Eigenarten, die sie erheblich von den etablierten Familien unterschieden. So gaben sie als die einzige Familie in der Cosa Nostra die Namen ihrer ‚soldati‘ (bis auf wenige Ausnahmen, wie die Namen ihrer Anführer) niemals den anderen Familien bekannt. Ihre Mitglieder waren nicht bereit, auch nur kleinere Haftstrafen anzunehmen, wie es bei der Mafia alter Prägung üblich gewesen war. Stattdessen hielten sie sich andauernd im Untergrund auf und wechselten regelmäßig von einem Versteck zum anderen – unsichtbar sowohl für die Justiz als auch für ihre Gegner innerhalb der Organisation.

### Erster Großer Mafiakrieg 1962–1963 und 1969

#### Ausbruch
1962 brach der – später als Erster Großer Mafiakrieg bezeichnete – Konflikt innerhalb der Mafia Palermos aus. Äußerer Auslöser war ein nicht planmäßig verlaufener Drogendeal eines Konsortiums, zu dem sowohl die mächtigen und sehr traditionsreichen Grecos aus Ciaculli und Croceverde-Giardini als auch die La Barberas gehörten. Offenbar war in Brooklyn weniger Heroin angekommen, als die Italiener eingeschifft hatten, und der Verdacht fiel letztendlich auf den Boss Calcedonio Di Pisa. Er wurde durch die „Cupola“ von dem Verdacht freigesprochen, aber trotzdem am 26. Dezember 1962 auf der Piazza Principe di Camporeale in Palermo erschossen.
Dieser Mord wurde nun den La-Barbera-Brüdern angelastet, da diese mit dem Freispruch unzufrieden gewesen waren. Angeführt von den Grecos, vereinten sich die meisten palermitanischen Familien gegen die Familie aus Palermo-Zentrum, die von den Barberas angeführt wurde. In der Folge wurden viele Soldaten der Familie Palermo-Zentrum getötet, ebenso wie einige Soldaten der gegnerischen Palermoer Familien. In Palermo gingen mehrere Autobomben hoch. Niemand bekannte sich jedoch zu diesen Anschlägen. Bei einem dieser Anschläge starb der Boss der Familie von Cinisi, Cesare Manzella. Einem weiteren Attentat fiel der Vize-Repräsentant der Familie von Santa Maria di Gesù, Bernardo Diana, zum Opfer. Innerhalb der Cosa Nostra von Palermo herrschte Chaos, da niemand sicher wusste, wer für die Anschläge verantwortlich war.

#### Hintergrund
Der Krieg brach nur wenige Wochen nach dem natürlichen Tod von Lucky Luciano aus, der am 26. Januar 1962 auf dem Flughafen von Neapel einem Herzanfall erlegen war. Eine Theorie besagt, Angelo La Barbera und Salvatore La Barbera hätten den Krieg nun begonnen, um den Nachweis zu führen, ohne amerikanische Hilfe auskommen zu können. Die wirklichen Motive des Krieges waren vermutlich komplizierter als ein einfacher Konflikt zwischen den aufstrebenden Barberas und der alten Mafia-Dynastie der Grecos. Laut Tommaso Buscetta und Antonino Calderone waren der Mord und die nachfolgenden Bombenattentate von Michele „Die Cobra“ Cavataio angeordnet worden.
Cavataio, Capo der Familie aus dem Stadtteil Acquasanta in Palermo, war zwar Verbündeter der Grecos, hatte aber Mitte der 1950er Jahre das Ringen um den Großmarkt von Palermo mit diesen verloren. Laut Tommaso Buscetta stand hinter den La Barberas und später Cavataio ein Bündnis von Bossen aus dem Nordwesten Palermos, die sich der wachsenden Macht der Kommission widersetzten. Diese wurde in der Hauptsache von den Bossen aus dem Südosten Palermos unterstützt. Die wahren Hintergründe dieses Krieges bleiben jedoch unklar und sind bis heute nicht eindeutig geklärt. Wie es später auch beim Zweiten Mafiakrieg der Fall war, kann man annehmen, dass einige alte Rechnungen und Streitigkeiten nun geklärt wurden und der letztliche Hintergrund die Machtfrage war.

#### Folgen
Im Laufe des Krieges wurde Salvatore La Barbera getötet und sein Bruder Angelo verletzt. Dieser wurde später im Gefängnis erstochen. Verhandlungen blieben jedoch ohne Ergebnis. Beim „Massaker von Ciaculli“ (1963) wurden sieben Carabinieri von einer Autobombe getötet. Diese war eigentlich für Salvatore Greco bestimmt, explodierte jedoch, als Carabinieri das Auto untersuchen wollten. Daraufhin wurde der italienische Staat in der Öffentlichkeit für seine Untätigkeit heftig kritisiert. Wie immer, wenn er in den Massenmedien und der öffentlichen Meinung kritisiert wurde, wurde der Staat nun aktiv; ein Muster, das sich in folgenden Jahrzehnten wiederholen sollte.
Zahlreiche Mafiosi wurden festgenommen, unter anderem auch Giuseppe Genco Russo, der noch die alte Mafia repräsentierte und inzwischen eine Randfigur war. Viele flohen ins Ausland. Salvatore „das Vögelchen“ Greco, dem die Bombe galt, legte den Vorsitz der Kommission nieder und floh nach Venezuela. Tommaso Buscetta, der spätere Kronzeuge und Pentito, floh zunächst über die Schweiz nach Kanada, später nach Brasilien. Der Capo der Familie von Corso Catalafimi, Mario Di Girolamo, emigrierte dauerhaft nach Deutschland und baute dort ein Import-Export-Geschäft für Südfrüchte auf.
Der Krieg kam zum Stillstand. Die „Cupola“ wurde vorübergehend aufgelöst und viele „Ehrenmänner“ setzten sich zunächst auf das Festland ab. Die Tätigkeit der Palermoer Mafia kam völlig zum Stillstand. Laut Aussage von Antonino Calderone wurde in folgenden Jahren in Palermo nicht einmal mehr Schutzgeld eingetrieben. Unter den Flüchtlingen waren auch Leonardo Cuntrera und seine Brüder sowie Pasquale Caruana und dessen Verwandte. Durch mehrere Hochzeiten festigten sich diese beiden Clans und spielten in den 1980er Jahren eine bedeutende Rolle im internationalen Drogenhandel. Sie bildeten das Verbindungsglied zwischen Sizilien und den südamerikanischen Drogenkartellen.
Praktisch die gesamte „Cupola“ ließ sich in den 1960er Jahren auf dem Festland nieder. Dazu gehörten
- Luciano Liggio aus Corleone,
- Stefano Fidanzati, der Schieber aus Acquasanta,
- Gerlando Alberti, der Boss der Danisinni,
- Gaetano Badalamenti, der neue Patriarch von Cinisi,
- die Gebrüder Rimi aus Alcamo,
- die Buccellatos aus Castellammare del Golfo,
- die Coppolas aus Partinico.

Die Mafia mischte im florierenden Baugeschäft mit und erhielt durch Korruption zahlreiche öffentliche Aufträge, so für den Bau von Siedlungen in Palermo.
Als die öffentliche Meinung sich beruhigte und Themen wie der Linksterrorismus aktuell wurden, ließ auch die Entschlossenheit des Staates nach. Das etablierte System der Korruption und Begünstigung setzte sich wieder durch. 1969 gingen die ersten großen Prozesse gegen die Cosa Nostra mit einem Triumph für diese zu Ende. Fast alle Angeklagten wurden freigesprochen. Darauf beschlossen Salvatore Greco und Stefano Bontade, Boss der größten und mächtigsten palermitanischen Mafiafamilie von Santa Maria di Gesù, Rache an Cavataio zu üben. Innerhalb der Cosa Nostra war es nun allgemeiner Konsens, dass Cavataio der Hauptverantwortliche für den Krieg 1962/1963 war. Zudem galt er vielen als unberechenbar, dies auch, weil er schriftliche Beweise über die Existenz der Cosa Nostra mit sich trug. Cavataio hatte auf einem Stadtplan von Palermo die dort ansässigen Familien samt ihren wichtigsten Mitgliedern notiert. Allein dieser schwere Verstoß gegen das Schweigegebot galt den anderen Bossen „als erdrückender Beweis für Cavataios Wahnsinn“. Der Plan fand bei anderen wichtigen Bossen wie Gaetano Badalamenti, Boss von Cinisi, Luciano Liggio und Giuseppe di Cristina aus Riesi seine Zustimmung.
Beim „Massaker in der Viale Lazio“ am 10. Dezember 1969 wurde Cavataio schließlich ermordet. Dem Mordkommando gehörten einige namhafte Mafiosi der damaligen Zeit an: Bernardo Provenzano, der Cavataio tötete, sowie der dabei von Cavataio erschossene Calogero Bagarella für die Corleoneser, für Bontades Familie Emanuele D’Agostino und Gaetano Grado, für Di Cristina Damiano Caruso. Geleitet wurde die Aktion von Salvatore Riina. Diese personelle Zusammensetzung war auch, wie bei allen wichtigen Aktionen, die die Cosa Nostra unternimmt, von symbolischer Bedeutung. Repräsentiert waren neben drei der damaligen wichtigsten Familien (Cinisi, Santa Maria di Gesu, Corleone) aus der Provinz Palermo auch die von Riesi, einer Stadt im Herzen Siziliens. Damit wollten die Familien aus Palermo demonstrieren, dass es sich nicht nur um eine Tat der Familien Palermos, sondern der gesamten Cosa Nostra handelte.
Mit dem Tod von Cavataio endete der Konflikt. Die Familie „Palermo-Zentrum“, die von den Barberas kontrolliert worden war, wurde aufgelöst. Der Krieg bedeutete eine tiefgreifende Zäsur für die Cosa Nostra. Viele bedeutende Mitglieder des Machtsyndikats (wie Tommaso Buscetta und Salvatore Greco oder die Cuntreras) wechselten nun in das Handelssyndikat. Als Exilanten bauten sie neue Drogenhandelswege nach Süd- und Nordamerika auf. Den aufstrebenden Corleonesern gelang es, sich in Palermo eine Machtposition aufzubauen. Die Regelung, dass ein Boss nicht gleichzeitig Mitglied in der Kommission sein darf, wurde aufgegeben.

### 1970er Jahre
Nach dem Attentat auf Cavataio wurde die Cosa Nostra provisorisch von einem Triumvirat aus den damaligen mächtigsten Anführern geleitet, das aus Gaetano Badalamenti, Stefano Bontade und Luciano Liggio bestand. Mitte der 1970er Jahre wurde auf Initiative vor allem Giuseppe Calderones, dem Boss der Familie aus Catania, eine interprovinzielle Kommission gegründet. Diese war zwar formell höher gestellt als die palermitanische „Cupola“, bestätigte in der Regel jedoch nur dort bereits getroffene Entscheidungen. Die stärkste Macht innerhalb der Cosa Nostra lag in der Provinz Palermo, wo sie wohl auch entstanden und am stärksten präsent ist.
1970 war die Cosa Nostra am misslungenen Putsch des rechtsgerichteten Fürsten Junio Valerio Borghese, des „schwarzen Prinzen“, beteiligt. Laut mehreren Pentiti wurde die Cosa Nostra von den Putschisten kontaktiert, um ihre Mithilfe zu erreichen. Die Bosse sagten zu, sich aktiv zu beteiligen, ohne dem jedoch wirklich nachkommen zu wollen. Als Gegenleistung sollten die inhaftierten Ehrenmänner mit einer signifikanten Straferleichterung rechnen können. Wenige Stunden bevor der Putsch beginnen sollte, wurde er jedoch abgeblasen.
Wirtschaftlich war die Cosa Nostra Ende der 1960er am Boden und hielt sich durch den Zigarettenschmuggel von Neapel nach Sizilien über Wasser. Die Corleoneser organisierten zudem Entführungen als weitere Einnahmequelle, was von vielen anderen Familien größtenteils abgelehnt wurde. Der lukrative Drogenhandel wurde im größeren Maßstab als zuvor neu organisiert und auf ganz Sizilien wurden geheime Labors errichtet. Anfangs wurden noch Chemiker der ehemaligen French Connection aus Marseille zur Verfeinerung des Morphins eingesetzt, doch bald übernahmen die Sizilianer auch diese Aufgabe. Einer der Begabtesten unter ihnen war der spätere Pentito Francesco Marino Mannoia aus Stefano Bontades Familie.
Auch infolge des Handels mit Drogen und Zigaretten expandierte die Cosa Nostra auf das italienische Festland, insbesondere nach Neapel, wo sie eng mit der Camorra zusammenarbeitete. Stefano Bontade gründete je eine ‚Decina‘ seiner Familie in Neapel und Mailand, Giuseppe „Pippo“ Calò, Boss der Familie des palermitanischen Stadtteils Porta Nuova, eine in Rom. Luciano Liggio errichtete seine Stützpunkte in Bologna, Rom, Neapel und Mailand, wo er sich Anfang der 1970er Jahre unerkannt aufhielt. Mithilfe der Pizza Connection etablierte sich die Cosa Nostra in Nordamerika, wo sie bald auch auf die dortige amerikanische Cosa Nostra einen nicht unbedeutenden Einfluss ausübte. Der Heroinhandel brachte dann Ende der 1970er Jahre jedes Jahr mehrere hundert Millionen US-Dollar ein.
Um diese riesigen Summen „waschen“ zu können, stieg die Cosa Nostra nun massiv in das profitable Geldgeschäft ein; bis 1982 wuchs die Zahl der Banken und Bankfilialen auf Sizilien mehr als doppelt so schnell wie im übrigen Italien und Trapani hatte bald mehr Bankschalter als die Finanzmetropole Zürich.
Zudem benutzte die Cosa Nostra unter anderem internationale Finanziers wie Michele Sindona und Roberto Calvi. Diese waren eng mit den sizilianischen Freimaurern sowie der Loge Propaganda Due und deren Chef Licio Gelli verbunden. Als deren Bankenimperien zusammenbrachen, kamen beide unter mysteriösen Umständen ums Leben. Sindona starb an einem mit Zyanid vergifteten Espresso, Calvi wurde 1982 in London erhängt unter der Blackfriars Bridge aufgefunden. Vito Ciancimino bekannte später, dass Calvi deswegen ermordet worden sei, weil er sich auf Finanzoperationen mit Geldern der Corleoneser eingelassen hatte und diese später nicht zurückzahlen konnte.
Die Macht der Organisation wuchs, während immer noch viele Menschen auch in offiziellen Stellen bezweifelten, dass sie überhaupt existierte. Da der neu erworbene Reichtum ungleichmäßig verteilt war, kam es langfristig zur Verschärfung bestehender Konflikte und zu untergründigen Spannungen innerhalb der Familien. Viele Familien außerhalb Palermos waren vom Drogenhandel ausgeschlossen oder partizipierten nur marginal. Die von Gaetano Badalamenti und Salvatore Inzerillo geführten Familien waren dagegen sehr stark involviert.
Tommaso Buscetta erklärte später gegenüber Giovanni Falcone: „Alle Palermoer Familien sind im Drogenhandel involviert: Der Anführer jeder Familie kontrolliert ihn und zu einem gewissen Maß können die Ehrenmänner der Familie teilhaben. Beim Aufteilen der Profite werden diejenigen, die dem Boss am nächsten stehen, bevorzugt und sie können mehr Geld für sich selbst behalten. Die älteren sowie die weniger unternehmungslustigen Ehrenmänner nehmen in geringerem Maße teil oder sind ganz ausgeschlossen.“
Äußerlich funktionierte die Organisation, allerdings begann die Cosa Nostra sich in den 1970er Jahren in zwei Flügel zu spalten, die in Opposition standen. Auf der einen Seite standen die eher Gemäßigten um das Bündnis Badalamenti-Bontade-Inzerillo, auf der anderen Seite die Corleoneser, die vor allem mit den traditionsreichen und mächtigen Grecos aus Ciaculli, Croceverde-Giardini und Bagheria, den Madonias aus Vallelunga Pratameno und den Bruscas aus San Giuseppe Jato verbündet waren.
Die Bruscas zählten zu Liggios ältesten Verbündeten und gehörten wie die Corleoneser selbst zur Mafia der ländlichen Teile Siziliens. Obwohl Corleone nicht weit entfernt von Palermo liegt, hat es dörflichen Charakter und die Corleoneser fühlten sich zur ländlichen Mafia gehörig und haben zu dieser immer eine sehr starke Affinität gehabt. Sie fanden unter den kleineren Familien der ländlichen Mafia ihre stärksten Unterstützer. Von den alteingesessenen Ehrenmännern Palermos wurden die Corleoneser lange unterschätzt und verächtlich I Viddani (die Bauern) genannt.
Während die beiden anderen Mitglieder, Badalamenti und Bontade, inhaftiert waren oder in Verbannung auf dem Festland lebten, war Liggios Stellvertreter Riina der alleinige Vertreter des Triumvirats. In dieser Zeit sammelte er kontinuierlich Informationen über die einzelnen Clans und deren interne Verhältnisse, während er selbst nur sehr wenig über die Corleoneser preisgab. Mit vielen Ehrenmännern anderer Familien knüpfte er Beziehungen und schuf sich ein Netz an Sympathisanten. Innerhalb der Cosa Nostra kam es zu einem beständigen Wetteifern zwischen den beiden gegnerischen Lagern.
Anfang 1974 wurde die Kommission schließlich regulär neu aufgebaut und regierte wieder von Palermo aus. Alle zwei Jahre wurde ein Vorsitzender bestimmt. Der erste neue Vorsitzende war Badalamenti. Dessen Macht schwand jedoch Mitte der 1970er Jahre; Ende 1975 wurde er als Vorsitzender der Kommission abgewählt und durch „den Papst“ Michele Greco aus Ciaculli ersetzt; dieser war ein enges Bündnis mit den Corleonesern eingegangen.
Im selben Jahr entführten und ermordeten die Corleoneser den Schwiegervater Antonio Salvos, der unter dem Schutz von Bontade und Badalamenti stand, um diese zu brüskieren. Innerhalb der Kommission bestritt Riina, die Entführung durchgeführt zu haben. Niemand konnte ihm das Gegenteil beweisen, obwohl seine Beteiligung offensichtlich war. Die vom Drogenhandel weitgehend ausgeschlossenen Corleoneser führten in dieser Zeit weitere Entführungen durch; das Lösegeld aus der Entführung des Sohns eines Industriellen verteilten die Corleoneser unter den bedürftigsten Familien der Provinz Palermo, was ihnen weitere Sympathien verschaffte.
Im Laufe der 1970er Jahre bauten die Corleoneser ihr Bündnis weiter auf. Es gelang ihnen vor allem in den ärmeren kleinen Städten in der Provinz Palermo, aber auch in den Provinzen Trapani und Agrigent, Unterstützer zu finden. Pippo Calò, vormals ein Verbündeter Bontades in Palermo, lief zu dieser Zeit zu den Corleonesi über. Auch andere „Ehrenmänner“ bemerkten, dass sich die Machtverhältnisse langsam aber sicher verschoben und schlossen sich ebenfalls den Corleonesi an. Diese wurden nach der Festnahme Liggios in Mailand 1974 von Salvatore Riina und Bernardo Provenzano geführt, wobei Riina das letzte Wort hatte.
Gegenüber dem Staat nahmen die Corleoneser von Anfang an eine sehr viel unnachgiebigere Haltung ein als die Vertreter der gemäßigteren Fraktion. Sie scheuten den offenen Konflikt mit dem Staat nicht, und ab der zweiten Hälfte der 1970er Jahre fielen regelmäßig engagierte Ermittler mit militärischer Präzision durchgeführten Attentaten zum Opfer. 1977 wurde der Oberst der Carabinieri Giuseppe Russo nahe Corleone ermordet. Am 26. Januar 1979 wurde der Kriminalreporter des Giornale di Sicilia, Mario Francese, in Palermo erschossen, am 9. März 1979 der Sekretär der Democrazia Cristiana von Palermo, Michele Reina, am 21. Juli 1979 der Chef der Polizei von Palermo Giorgio Boris Giuliano und am 25. September der Ermittlungsrichter Cesare Terranova.
1980 ermordeten die Corleoneser Piersanti Mattarella, den Präsidenten der Region Sizilien, sowie den Nachfolger Giorgio Boris Giulianos, Capitano Emanuele Basile. All diese Morde begingen die Corleoneser, ohne die anderen Familien vorher zu informieren, und meistens im Territorium anderer Familien. Beides war laut den eigenen Gesetzen der Cosa Nostra verboten. Als Machtdemonstration und um zu zeigen, dass er ebenfalls ohne Absprache hochrangige Vertreter des Staates ermorden lassen konnte, ließ Salvatore Inzerillo, Boss von Passo di Rigano in Palermo, daher am 6. August 1980 den Generalstaatsanwalt von Palermo Gaetano Costa ermorden. Dennoch erzielten die wenigen engagierten Ermittler erste Erfolge. Der junge Ermittlungsrichter Giovanni Falcone wies, in Zusammenarbeit mit belgischen und französischen Ermittlern nach, dass Sizilien inzwischen Südfrankreich als Hauptumschlagsplatz für Heroin abgelöst hatte. Gegen Ende 1979 konnte er dann eine erste große Anklage gegen das Handelssyndikat der Organisation vorbereiten.
1977 traten auf Wunsch wichtiger Vertreter der sizilianischen Freimaurerlogen die einflussreichsten Familienoberhäupter wie Stefano Bontade und Michele Greco einer Geheimloge der Freimaurer bei. Pro Provinz wurden je zwei ranghohe Mafiosi in die Logen aufgenommen.
1978 kam es zu mehreren vorentscheidenden internen Kraftproben. Als der christdemokratische Vorsitzende und ehemalige Premierminister Aldo Moro von den Roten Brigaden entführt wurde, wandten sich mehrere Politiker inoffiziell an die Cosa Nostra, um deren Vermittlung in Anspruch zu nehmen. Ziel sollte die Freilassung Aldo Moros sein. Alternativ sollte dank Pippo Calòs engen Kontakten zur römischen Banda della Magliana das Versteck Aldo Moros ausfindig gemacht werden.
Während besonders Bontade die Freilassung Aldo Moros erwirken wollte, wandten die Corleoneser sich gegen eine Einmischung und konnten sich in der Kommission durchsetzen. In der Provinz Caltanissetta stritten Giuseppe di Cristina aus Riesi und der von den Corleonesern unterstützte Francesco Madonia aus Vallelunga um die Vorherrschaft. „Unter normalen Umständen hätte man eine derartige Frage auf lokaler Ebene abgehandelt, ohne zusätzliche Mitglieder einzuschalten, die von außerhalb der betreffenden Provinz kamen. Doch der Bruch zwischen den Greco/Corleonesern und dem Rest der Cosa Nostra war mittlerweile an einem Punkt angelangt, wo fast jedes Problem zum Anlass für eine wettkampfähnliche Auseinandersetzung zwischen den beiden Gruppierungen wurde.“
Di Cristina wurde wenige Wochen nach einem ersten gescheiterten Attentat auf ihn und dem darauffolgenden Mord an Francesco Madonia von den Corleonesern im Territorium von Salvatore Inzerillo erschossen. Kurz darauf wurde auch Giuseppe Calderone aus Catania ermordet. Sowohl Di Cristina als auch Calderone waren wichtige Verbündete Bontades außerhalb von Palermo gewesen. An ihre Stelle traten nun Leute, die eng mit den Corleonesern verbündet waren, wie Nitto Santapaola, der die Regentschaft über die Familie von Catania antrat sowie Giuseppe Madonia, der als Capo Provincia die Vertretung der Provinz Caltanissetta übernahm. Im Jahr davor war Badalamenti auf Betreiben der Corleoneser aus der Cosa Nostra ausgeschlossen worden.
Die Corleoneser unterwanderten zusätzlich die gegnerischen Familien, denn viele von deren Mitgliedern schlossen sich ihnen heimlich an. „Der große Fehler […] Stefano Bontades bestand darin, allzusehr auf die eigenen Kräfte zu vertrauen. Stefano wiederholte ständig, dass es die Corleoneser gegen ihn, die Inzerillos und die anderen niemals schaffen würden. Er fühlte sich sicher und ließ immer wieder heraushängen, dass er 200 Gefolgsleute hatte. Doch während er sich an seiner Macht berauschte, säten die Gegner Zwietracht in seiner Familie und denen seiner Verbündeten. Die Zwietracht wuchs, die Mauern seines Hauses bröckelten Tag für Tag weiter. Die Soldaten, die Capidecina und die Vizerepräsentanten bemerkten, dass die Corleoneser stärker wurden. Sie stellten ihre Berechnungen an und marschierten alsbald selbst in diese Richtung. Pullarà zum Beispiel, ein Mann Stefano Bontades, lief schließlich zu den Corleonesern über. Und andere Stellvertreter, die vorher treu und loyal zu ihren Capi gehalten hatten, taten es genauso. Die Normen der Cosa Nostra, die Bindungen an die Familien-Oberhäupter bedeuteten nichts angesichts des allerhöchsten Mafiagesetzes: das Gesetz des Stärkeren.“ Nachdem die Kommission und fast ganz Sizilien unter ihrer Kontrolle und auch viele ihrer wichtigsten Gegner außerhalb Palermos ausgeschaltet waren, standen die Corleoneser zum Angriff auf Palermo und ihre eigentlichen Rivalen, Stefano Bontade und Salvatore Inzerillo, bereit.

### Zweiter Großer Mafiakrieg 1981–1983
Der Zweite Große Mafiakrieg auf Sizilien ist in Italien auch als ‚mattanza‘ (die ‚blutigen Ernten‘ oder Blitzkrieg in Palermo bekannt. Das Bündnis der „Corleonesi“ unter Riina setzte sich in einem blutigen Krieg, der wohl laut Giovanni Falcone mehr als 1000 Menschen das Leben kostete, gegenüber den traditionellen Palermitaner Familien (Achse Bontade-Inzerillo-Badalamenti) durch und errang die Vorherrschaft.
Wie bereits 1958 in Corleone, schaltete der militärische Arm der Corleonesi das wirtschaftlich und politisch weit mächtigere Handelssyndikat der alteingesessenen Palermitaner Organisation aus, indem man äußerst aggressiv und brutal vorging. 150 offizielle Opfer zählte man im Jahre 1981, 120 im Jahre 1982, 130 im Jahre 1983. Dazu kommen über 500 Entführte, die spurlos verschwanden. Sie wurden umgebracht, ihre Leichen versteckt, in Säure aufgelöst oder in tiefe Schluchten im Landesinnern geworfen. „Lupara bianca“ wird dies im Mafiajargon genannt. In den Jahren 1982 und 1983 ereignete sich in Palermo durchschnittlich alle drei Tage ein Mafiamord. Palermo wurde zentraler Schauplatz eines Machtkampfs zwischen zwei Fraktionen, unterteilt in 40 Gruppen.
Die Corleonesi gingen dabei selbst für Mafiaverhältnisse äußerst radikal vor und führten einen regelrechten Vernichtungsfeldzug. Ganze Clans wurden nahezu ausgelöscht und auch Unbeteiligte und entfernte Verwandte ermordet, um mögliche Racheakte von vornherein zu verhindern. Alle, die sich ihrem Herrschaftsanspruch entgegenstellten, wurden systematisch eliminiert. Unterstützt wurden sie dabei auch durch Verräter aus den ‚Verliererfamilien‘, die sich heimlich den Corleonesi angeschlossen hatten. Aus den fast dreijährigen blutigen Machtkämpfen gingen die Corleonesi als führende Vertreter der dynamischen Landmafia gegenüber der städtischen Mafia Palermos als Sieger hervor.

#### Beginn
Die „Mattanza“ begann am Abend des 23. April 1981 in Palermo mit der Ermordung von Stefano Bontade, der auch als „Fürst von Villagrazia“ bezeichnet wurde. Bontade war der Capo der größten und mächtigsten Mafiafamilie Siziliens, die über zahlreiche Verbündete verfügte, wie der Familie der Inzerillos, DiMaggios und Gambinos aus Passo di Rigano, der auch der reiche Bauunternehmer und Drogenhändler Rosario Spatola angehörte. Tatwaffe eines der Täter war eine AK-47, der Schütze war Pino „Scarpuzzedda“ Greco, dieselbe Waffe, geführt von Greco, wurde bei weiteren Aufsehen erregenden Morden benutzt – sie diente sozusagen als eine Art symbolische ‚Signatur‘ des neuen vorherrschenden Bündnisses.
Das zweite hochrangige Opfer des Krieges war Salvatore Inzerillo, Boss der Familie von Passo di Rigano und ein guter Freund und engster Verbündeter von Stefano Bontade. Inzerillo wurde am 11. Mai 1981 erschossen, als er gerade in seinen kugelsicheren Wagen einsteigen wollte. Wieder konnte die gleiche AK-47 als Tatwaffe nachgewiesen werden. Da die Gegenpartei nun führerlos war und die Orientierung verloren hatte, wurden mit nicht erwarteter Leichtigkeit systematisch die Angehörigen der „Verliererfamilien“ ermordet.
Wie ihr Anhänger Antonino Giuffrè bekannte, hatten sich die Corleoneser für ihren Feldzug gut vorbereitet und „eine detaillierte Studie durchgeführt, um Distrikt für Distrikt herauszufinden, wer Bontade nahestand […] um dann mit deren systematischer Eliminierung fortzufahren“. Zudem hatten die Corleoneser die Namen ihrer Ehrenmänner immer geheim gehalten und beständig neue junge Mitglieder rekrutiert, die ihren Gegnern völlig unbekannt waren.

„Die wahre Stärke der Corleoneser liegt in ihrer fast absoluten Kontrolle der Provinz Palermo. Sie haben Männer überall und wir kennen diese nicht. Dies erlaubt es ihnen, jederzeit eine Geisterarmee zur Verfügung zu haben, die in der Stadt auftaucht, mordet und dann wieder unbehelligt verschwindet.“

Am 9. Juni 1981 wurde auch der langjährige Boss der Familie vom Corso dei Mille, Francesco Di Noto, getötet. Sein sofortiger Nachfolger wurde Filippo Marchese, ein Verbündeter der Corleoneser. Da Michele Greco den Vorsitz der Kommission innehatte, konnte er kraft seines Amtes die (zunächst provisorischen) Nachfolger der ermordeten Bosse selbst auswählen und dafür Sorge tragen, dass nur loyale Anhänger der Corleoneser an die Spitze nachrückten. Diese neu ernannten Oberhäupter wiederum unterbanden jeglichen koordinierten Widerstand.
Santo Inzerillo, der Bruder Salvatore Inzerillos, der sich ahnungslos zu Friedensverhandlungen mit der Fraktion der Corleoneser traf, wurde bei diesem Treffen erwürgt und Pietro Inzerillo in New Jersey ebenfalls stranguliert aufgefunden; Giuseppe Inzerillo, der 16-jährige Sohn Salvatores, der seinen Vater rächen wollte, wurde von einem Killerkommando entführt, in einem Schweinestall im Viertel Santa Maria di Gesú gefoltert (ein Arm wurde abgetrennt und den Schweinen zum Fraß vorgeworfen) und anschließend ermordet.
In Palermo wurden die übrig gebliebenen Mitglieder der Verliererfamilien systematisch ermordet. Betroffen davon waren nun auch die Familien von Palermo-Zentrum, Uditore und Borgo. Einige Wochen später wurde in Cinisi Antonio Badalamenti, Cousin von Gaetano Badalamenti und sein Nachfolger als Boss der Familie, beseitigt. In den folgenden Wochen wurden viele Soldaten der Familie Badalamentis, in Alcamo die einflussreichen Rimis und ihre Anhänger ermordet. In Trapani an der Westküste Siziliens wurden der mit den Bontades traditionell eng verbündete Boss Salvatore Minore und seine ihm treuen Soldaten getötet. Sein Nachfolger wurde Vincenzo Virga, der später einer der engsten Verbündeten Bernardo Provenzanos werden sollte.
Auch in der Provinz Agrigent eliminierten die Corleoneser und ihre Verbündeten nun systematisch alle Widersacher. Giuseppe Settecasi, der 83-jährige einflussreichste Boss in der Provinz Agrigent, wurde Mitte des Jahres 1981 ebenso ermordet wie Leonardo Caruana, Boss der Familie von Siculiana, und Calogero „Gigino“ Pizzuto aus San Giovanni Gemini. In Cattolica Eraclea wurde der Boss der Familie mit den meisten seiner Untergebenen getötet. Carmelo Colletti, der Boss der Familie von Ribera, bemühte sich erfolglos um Verhandlungen. Die meisten „Ehrenmänner“ seiner Familie wurden dennoch ermordet und 1983 wurde Colletti dann ebenfalls getötet.
Ein wahrscheinlich von Gaetano Badalamenti organisierter Gegenangriff, ein versuchter Anschlag auf Pino Greco, schlug fehl. Der Vergeltungsschlag der Corleoneser kam nur wenige Tage später: Am 25. Dezember 1981 kam es zum „Weihnachtsmassaker von Bagheria“ (Strage di Bagheria). In der Altstadt Bagherias wurden mehrere ranghohe Mitglieder der Cosa Nostra, unter ihnen Giovanni Di Peri, Boss der Familie von Villabate, sowie ein unbeteiligter Passant ermordet. Nur einen Tag später wurde Badalamentis Schwiegersohn zusammen mit zwei Angestellten in seiner Pizzeria erschossen. Bisher noch abseits stehende Familien wurden laut Antonino Giuffré aufgefordert, sich nunmehr dem Bündnis der Corleoneser anzuschließen.

„Leonardo Greco stand auf und verkündete, dass für die Corleoneser der Aufstieg zur Macht begonnen hatte und dass er und seine Familie sich für einen Anführer entschieden hatten. Darum riet er der versammelten Gemeinschaft, dass sich die einzelnen Mandamenti mit Bernardo Provenzano verbünden sollten. Und dazu kam es dann auch.“

Ende 1982 verschwand Filippo Marchese. Er war der neue Boss der „Corso-dei-Mille“-Familie in Palermo, der zusammen mit dem berüchtigtsten Palermitaner Killer Pino Greco „Scarpuzzedda“ hunderte von Opfern im berüchtigten „Todeszimmer der Piazza Sant Erasmo“ gefoltert, getötet, die Leichen in Säure aufgelöst und die Überreste in der Kanalisation Palermos entsorgt hatte.
Anders als sein im Jahr zuvor ermordeter Boss Di Noto war Marchese mit den Corleonesern verbündet und mit seinem Mörder Pino Greco befreundet. Nach dem sich abzeichnenden Sieg war er jedoch für die Corleoneser nutzlos und – aufgrund der psychopathischen Züge, die er während seiner Taten gezeigt hatte und seines Drogenkonsums – ein nunmehr unnötiges Risiko. Alfio Ferlito, ein Verbündeter Bontades und Rivale Nitto Santapaolas in Catania, wurde im Juni 1982 zusammen mit seiner Polizeieskorte ermordet, als er vom Gefängnis zum Justizpalast überführt werden sollte.
Der Sommer 1982 wurde zum blutigsten und gewalttätigsten des Zweiten Mafiakrieges. Man geht davon aus, dass etwa 200 Personen getötet wurden. Viele verschwanden, ohne dass ihre Leichen wieder auftauchten. Das Zentrum der Gewalttätigkeiten war das sogenannte Todesdreieck (triangolo della morte), eine Region zwischen den Ortschaften Bagheria – Casteldaccia – Altavilla, in der überproportional viele Morde begangen wurden.
Allein Bagheria war berüchtigt für das sogenannte „KZ von Bagheria“, einer alten Nagelfabrik, die sich einst im Besitz der Familie Greco befunden hatte, jedoch von Bernardo Provenzano für seine Folterungen und Exekutionen Verwendung fand. Ähnlich wie im „Todeszimmer der Piazza Sant Erasmo“ fanden ähnliche Folterpraktiken statt. Die Säuberungsaktionen der Corleonesi wurden systematisch weitergeführt. Am 19. Oktober 1982 wurde mit Giuseppe Di Maggio der Repräsentant der Familie von Brancaccio ermordet.
Parallel zum Krieg innerhalb der Cosa Nostra machten die Corleoneser auch vor den Vertretern des Staates keinen Halt, die engagiert gegen die Cosa Nostra ermittelten. So wurden viele Carabinieri, Beamte und Politiker ebenfalls Opfer dieses Konflikts.
Der prominente kommunistische Abgeordnete Pio La Torre, Vorsitzende der sizilianischen Fraktion der Kommunistischen Partei Italiens, wurde mitten am Tag auf offener Straße im Zentrum von Palermo erschossen. Er hatte die Grundlagen des später nach ihm benannten „Rognoni-La-Torre-Gesetzes“ ausgearbeitet, das später ein wichtiges Instrument zur Bekämpfung des organisierten Verbrechens wurde. Am 11. August 1982 wurde der Gerichtsmediziner Paolo Giaccone erschossen. Die radikale, terroristische Strategie der Corleoneser zeugte von ihrem Machtanspruch gegenüber dem Staat.

„(Vincenzo) Rabito sagte, die von den Grecos geführte Familie, zu der er gehöre, sei für die Durchführung dieser Morde verantwortlich, die dazu dienten, diejenigen auszuschalten, die gegen die Mafia arbeiteten, und denen, die nach ihnen kommen würden, eine Botschaft zukommen zu lassen, dass sie sich zurückhalten sollten, wenn sie nicht Gefahr laufen wollten, dasselbe zu erleben.“

Aufgrund der andauernden Bluttaten musste der italienische Staat auf den öffentlichen Druck reagieren. General Carlo Alberto Dalla Chiesa, der erfolgreich den Kampf gegen die terroristischen Roten Brigaden geleitet hatte und dadurch zum Nationalhelden geworden war, wurde Mitte 1982 nach Palermo abkommandiert. Dort wurde er nach nur vier Monaten zusammen mit seiner Frau und einem Leibwächter erschossen. Am 14. November 1982 folgte die Ermordung von Calogero Zucchetto, einem Angehörigen der Squadra Mobile.
In Trapani wurde Anfang 1983 der Staatsanwalt Giangiacomo Montalto ermordet, im Juni in Mondello dann der Carabinieri-Oberst Mario D’Aleo und zwei weitere begleitende Carabinieri. Der Oberste Staatsanwalt Siziliens, Rocco Chinnici, wurde zusammen mit seinen Leibwächtern und einer Anwohnerin am 29. Juli 1983 durch die Detonation einer Autobombe in der Innenstadt von Palermo getötet. Die „Mattanza“ ging unaufhaltsam weiter. Um die Hilflosigkeit des Staates vor Augen zu führen, wurden von den Corleonesi viele Leichen ihrer Opfer vor Polizeistationen und Kasernen abgelegt.

#### Die ersten Pentiti
Die Lage für die Angehörigen der Verliererfamilien war hoffnungslos und zunehmend verzweifelt und einige von ihnen sahen keine andere Wahl mehr, als die Polizei als letzte Waffe gegen die siegreichen Corleoneser und ihre Verbündeten einzusetzen. Sie ließen der Polizei anonyme Briefe mit Hinweisen zukommen. Einer dieser unbekannten Informanten nannte als Grund für den Krieg den „Widerstand von Stefano Bontade und Salvatore Inzerillo gegen das Fußfassen der Corleoneser in Palermo“.
Auch die beiden Ehrenmänner Tommaso Buscetta, ein Mann mit großer Reputation und auch der „Boss der zwei Welten“ genannt, und Salvatore Contorno gerieten zunehmend unter Druck. Sie waren mit Bontade eng befreundet und wurden jetzt regelrecht gejagt. Der innerhalb der Cosa Nostra hoch angesehene Buscetta war mehrfach von Gaetano Badalamenti, den Salvos und anderen Angehörigen der Verliererfamilien aufgefordert worden, nach Sizilien zurückzukehren und die Corleoneser zu bekämpfen. Auf Contorno, einer der treuesten und besten Soldaten Stefano Bontades, wurden gleich mehrere erfolglose Attentate verübt. Als diese scheiterten, wurden etwa 35 seiner Freunde und Verwandten ermordet, um ihm deren mögliche Unterstützung zu entziehen. Auch mehrere Verwandte Buscettas wurden in der Folge ermordet. Nach ihren Festnahmen durch die brasilianische und die römische Polizei sagten beide ab 1984 als Kronzeugen gegen die Mafia aus. Dies führte 1986 dann zum großen Mammutprozess, der in einem Hochsicherheitsbunker, der extra für diesen Prozess gebaut und von Panzern bewacht wurde, stattfand. In diesem Prozess gab es über 500 Angeklagte.

#### Endphase
1983 ging der „Zweite Große Mafiakrieg“ nach der Liquidierung Rosario Riccobonos, der sofort zu Beginn des Krieges die Seiten gewechselt hatte, sowie von etwa 20 Personen aus seinem Clan in seine letzte Phase. Riccobono hatte seinen neuen Verbündeten, den Corleonesi, dabei geholfen, treue Soldaten Bontades wie Emanuele D’Agostino in die Falle zu locken. Nun galt er Riina als ein unzuverlässiger Verbündeter.
Im Juli 1983 wurde Carmelo Colletti in Ribera erschossen, im November Leonardo Infranco, der bisherige Boss der Familie von Santa Margherita di Belice. Beide gehörten zu den letzten Verbündeten der Bontade/Inzerillo-Fraktion, die noch an der Macht waren. Am Begräbnis Collettis „nahmen zehntausend Menschen teil, gut die Hälfte aller Einwohner in der Stadt“.
Diejenigen Ehrenmänner, die ihre Bosse verraten hatten, überlebten und übernahmen als Belohnung für ihren Verrat sofort die Leitung ihrer Familien. Der einflussreiche Vize-Capo Pietro Lo Jacono, der seinen eigenen Boss Stefano Bontade verraten hatte, übernahm die Leitung der Familie von Santa Maria di Gesú. Salvatore Montalto, ehemals der Vize Salvatore Inzerillos in der Familie von Passo di Rigano, wurde neuer Boss der Familie von Villabate. Salvatore Buscemi bekam die Führung der Familie von Passo di Rigano zugesprochen. Nach der Ermordung von Giuseppe di Maggio avancierte Giuseppe Savoca zum neuen Boss der Familie von Brancaccio, in Uditore übernahm Francesco Bonura die Leitung der Familie. Die Familie von Borgo wurde fortan von Salvatore Cucuzza angeführt, während Giovanni Corallo, ein enger Freund Pippo Calòs, die Familie von Palermo-Zentrum zugesprochen bekam.
Der Verrat und die aktive Hilfe wichtiger Männer aus den „Verliererfamilien“ hatte es dem Bündnis der Corleoneser ermöglicht, einen totalen Sieg zu erringen, ohne eigene Verluste hinnehmen zu müssen. Der bedeutende Pentito Gaspare Mutolo äußerte sich in diesem Zusammenhang später folgendermaßen: „Wenn man von Mafiakrieg spricht, kann ich mir darunter nicht viel vorstellen; Mafiakrieg ist, wenn zwei oder mehr mafiose Familien sich bewaffnen und wissen, dass man gegen eine andere Gruppe von Personen kämpft. In Palermo hingegen hat es meiner Meinung nach, nach meinem persönlichen Empfinden, diesen Krieg nie gegeben; es hat einen Verrat gegeben.“

#### Folgen
Das Bündnis der Corleoneser erlangte durch seinen vollständigen Sieg eine bislang unbekannte totale Hegemonie über die gesamte Organisation. Ab Mitte der 1980er Jahre wurden dann auch ihre ehemaligen mächtigen Verbündeten von den Corleonesern ausgeschaltet. Vor allem ranghohe Vertreter aus der Familie von Ciaculli, seit fast einem Jahrhundert von den Grecos dominiert, wurden eliminiert. Die Familie von Ciaculli hatte mit Pino Greco, Mario Prestifilippo, Vincenzo Puccio oder Giuseppe Lucchese die profiliertesten Angehörigen der Killerkommandos gestellt.
Riina förderte jedoch bald Unstimmigkeiten und schaltete seine potentiellen Rivalen nacheinander aus. „Riina hatte nicht viel Vertrauen in die Greco-Familie. Deshalb übertrug er bald ihr Mandamento, Ciaculli, an Brancaccio, und seinen Soldaten, der Graviano-Familie, die Verantwortung dafür. Wenn sich eine Familie ihm gegenüber als besonders loyal erwiesen hatte, erhielt sie ein Mandamento.“
Das Leben innerhalb der Cosa Nostra wurde neu reglementiert. Die Grenzen der Mandamenti wurden neu gezogen, wovon die loyalen Angehörigen des Corleoneser Bündnisses profitierten. Die Oberhäupter der einzelnen Familien wurden häufig nicht mehr durch ihre Mitglieder demokratisch gewählt, sondern fortan von den Corleonesern ausgewählt. Riina ernannte zudem „Botschafter“, die für ihn die Aktivitäten der anderen Familien kontrollierten. Mögliche Streitigkeiten zwischen den Familien wurden allein von den maßgeblichen Corleonesern entschieden.
Zudem waren alle Familien verpflichtet, aus ihren erworbenen Gewinnen einen Prozentsatz an die Kommission abzuliefern. Die Kommission, ursprünglich erdacht als Instrument zum Schutz der einfachen Mitglieder vor der Allmacht der Bosse, wurde nun das Mittel, mit dem die vorherrschenden Corleoneser ihren Einfluss geltend machten und stetig ausbauten. Von der Kommission ging nun ein starker Zentralisierungseffekt aus. Damit erreichte die Entwicklung, die bereits vor dem ersten Mafiakrieg von Salvatore Greco vorsichtig initiiert wurde, einen Höhepunkt.
Die Einhaltung der Omertà wurde verschärft ausgelegt. Den einzelnen Ehrenmännern wurde es verboten, mit Mitgliedern aus anderen Familien Kontakt zu halten. Kontakte zwischen den Familien wurden dadurch stark beschränkt. Ausnahmen wurden nur für besonders vertrauenswürdige Ehrenmänner gemacht, die als Boten fungieren, und natürlich für die Angehörigen der Kommission. Dies geschah auch, um den Schaden der „Pentiti“ möglichst gering zu halten.
Aus nahezu allen größeren Familien wurden ein bis zwei ausgesuchte Ehrenmänner abgestellt, die direkt Riinas Kommando unterstanden und ausschließlich seine Befehle befolgten. Diese Gruppe von circa 50 „Soldati“ beging in den folgenden Jahren auch größtes Aufsehen erregende Morde der Organisation. Den Vorsitz der Cupola/Kommission behielt Michele „Il Papa“ Greco bis zu seiner Festnahme 1986. Er war jedoch zunehmend eher ein Befehlsempfänger von Totò Riina und Bernardo Provenzano.
Aus der „Mattanza“ ging die Cosa Nostra laut den Worten von Giovanni Falcone „stärker, kompakter, vereinter, hierarchischer, dichter und noch undurchsichtiger hervor denn je“.

### Die Hegemonie der Corleoneser

#### Die Anti-Mafia
Am 23. Dezember 1984 explodierte in einem Neapel und Mailand verbindenden Schnellzug eine Bombe, die 16 Tote und mehr als 200 Verletzte forderte. Dieser Terroranschlag war von Pippo Calò geplant worden, um die Aufmerksamkeit der Öffentlichkeit von der Mafia hin zum Terrorismus zu lenken. Caló hatte sich bei der Ausführung des Anschlags mit Leuten aus rechtsextremen Zirkeln zusammengetan. Bereits im Januar 1984 war der Journalist und Schriftsteller Giuseppe Fava von den Corleonesern ermordet worden.
1985 wurden die beiden leitenden Polizisten Beppe Montana und Ninni Cassarà kurz hintereinander ermordet. Cassarà und seine Leibwächter starben im Kugelhagel eines zwölfköpfigen Killerkommandos, dem auch mehrere Mitglieder der Kommission angehörten. In Rom konnte unterdessen Pippo Calò festgenommen werden, der sich dort seit Jahren unentdeckt aufgehalten hatte. 1986 wurde in Pizzolungo, einem Ortsteil von Erice, auf den Ermittlungsrichter Carlo Palermo ein erfolgloser Bombenanschlag verübt, der das Leben einer Frau und ihrer beiden Kinder kostete; der Richter wurde daraufhin aus Trapani abgezogen.
Durch die Ermittlungen Falcones und die Aussagen von Tommaso Buscetta, Contorno, Mannoia, Calderone und später dann auch anderer ‚Pentiti‘ kam es zu den großen Mammutprozessen (Maxi-Prozess I–IV), die im Februar 1986 begannen und in denen hunderte Mafiosi wie Michele Greco, Pippo Calò oder Mariano Agate zu langen Haftstrafen verurteilt wurden.
Erstmals wurde auch die Existenz der Cosa Nostra offiziell bestätigt und, nach amerikanischem Vorbild, auch die bloße Mitgliedschaft in einer kriminellen Organisation unter Strafe gestellt. Da Teile der Organisation sich durch die christdemokratische Partei in zunehmendem Maße nicht mehr beschützt fühlten, boykottierte die Cosa Nostra zur Warnung bei den Wahlen 1987 die Christdemokraten und wählte auf Weisung Riinas an ihrer Stelle die Sozialisten.
Riina, Provenzano, Bagarella und andere wichtige Corleoneser blieben weiterhin flüchtig. Viele Politiker in Palermo verbreiteten nach den Mammutprozessen die Meinung, die Cosa Nostra sei nach den Maxi-Prozessen weitgehend besiegt und befinde sich im Sterben. Falcone und andere Ermittler bestritten das vehement, eine Einschätzung, die sich durch eine neue Attentatswelle bestätigte. Am 12. Januar 1988 wurde der ehemalige Bürgermeister von Palermo, Giuseppe Insalaco, ermordet. Er hatte während seiner Amtszeit die Korruption bekämpft und sich für Transparenz bei der Vergabe öffentlicher Aufträge eingesetzt.
Nur zwei Tage später wurde der Polizist Natale Mondo ebenfalls in Palermo erschossen. Er war einer der Leibwächter von Ninni Cassarà gewesen und hatte das Attentat auf seinen Chef als einziger überlebt. Am 14. September 1988 wurde der inzwischen pensionierte Richter Alberto Giacomelli, der im Maxi-Prozess mitgewirkt hatte, in Trapani erschossen. Am 25. September wurde der Richter Antonino Saetta gemeinsam mit seinem Sohn ermordet. Am folgenden Tag wurde der Linksaktivist und Soziologe Mauro Rostagno erschossen. Im September 1990 wurde der Ermittler Rosario Livatino in Agrigent erschossen. Er war jedoch, wie sich durch Aussagen einiger Pentiti herausstellte, nicht durch die Cosa Nostra ermordet worden.
Für den Mord verantwortlich war die Stidda, die sich in den 1980er Jahren im südlichen Sizilien gebildet hatte. Vor allem in und um die Städte Riesi, Agrigent, Barrafranca, Camastra und Gela sind ihre Hochburgen. Gegründet wurde die Stidda von überlebenden Verlierern der „Mattanza“. Die weniger straff organisierte Stidda wurde von der Cosa Nostra Anfang der 1990er Jahre erbittert bekämpft. Dieser Krieg, den Bernardo Provenzano auf Seiten der Cosa Nostra lancierte, kostete in der Provinz Agrigent 300 Tote über einen Zeitraum von drei Jahren.
Am 9. August 1991 wurde der Richter Antonino Scopelliti, der am Maxi-Prozess beteiligt gewesen war, während eines Urlaubs an der kalabrischen Küste ermordet. Den Mord hatte die ’Ndrangheta als einen persönlichen Gefallen für Salvatore Riina ausgeführt. Nur wenige Wochen später, am 29. August 1991, wurde in Palermo der Unternehmer Libero Grassi erschossen, der sich geweigert hatte, Schutzgeld zu bezahlen und eine öffentliche Solidarbewegung gegen die Schutzgelderpressung ins Leben gerufen hatte.
Die Corleoneser schlossen zu dieser Zeit mit den Drogenkartellen Kolumbiens wie dem Medellín-Kartell umfangreiche Vereinbarungen; der von Ermittlern als größter Kokainhändler der Welt bezeichnete Orlando Cediel Ospina Vargas lieferte in der Folge Kokain, das nach Italien, Spanien und die Niederlande verschifft wurde.
Innerhalb der Cosa Nostra führte Salvatore Riina weiter eine blutige autokratische Herrschaft. Der Corleoneser Leoluca Bagarella, zugleich Riinas Schwager, erklärte einem späteren Pentito: „Es riskieren nicht nur diejenigen, die sich offen gegen Riina stellen, ermordet zu werden, sondern auch diejenigen, die etwas über Pläne gegen ihn oder über Männer, die unzufrieden mit Riina sind, erfahren, und es ihm nicht unverzüglich mitteilen.“
In der Organisation machte sich allerdings auch zunehmend ein stiller Unmut über Riinas Methoden breit und es entstand eine Bewegung, die sich von den Corleonesern abspalten wollte, wie Antonino Giuffre später bekannte.

„Wir sprachen davon, noch vor 1990 damit aufzuhören. Das war nicht so ungewöhnlich, wie es klingt. Schon in den Sechzigern hatte sich die Cosa Nostra einmal aufgelöst und war in den Untergrund gegangen. Deshalb hielten es vor allem die älteren Mitglieder für eine gute Idee, die Sache vorerst zu beenden und wieder damit anzufangen, wenn sich die Lage beruhigt haben würde. Damit hätten wir Unmengen Ärger vermieden. Aber die Corleonesi wollten es nicht.“

Durch die exzessive Gewalt der Corleoneser hatte die Organisation in den letzten Jahren an Rückhalt in der Bevölkerung verloren. Das Ende des Kalten Krieges hatte auch die Parteienlandschaft in Italien einem tiefgehenden Wandel unterzogen. Das jahrzehntelange enge Bündnis der Cosa Nostra mit der DC zerbrach zunehmend. Mit Beginn der 1990er Jahre begannen verschiedene italienische Staatsanwälte, die weitverbreitete Korruption zu untersuchen, aus der auch die Cosa Nostra ihren Vorteil gezogen hatte. Die Interprovinzialkommission Siziliens, die 1992 zusammentrat, bestand laut Aussage des Kronzeugen Leonardo Messina aus Salvatore Riina als Vertreter der Provinz Palermo, Nitto Santapaola für die Provinz Catania, Mariano Agate für die Provinz Trapani, Giuseppe Madonia für die Provinz Caltanissetta, Antonio Ferro für die Provinz Agrigent und Salvatore Saitta für die Provinz Enna.

#### Krieg gegen den Staat
1992 scheiterten die Angeklagten der Maxi-Prozesse in letzter Instanz mit einer möglichen Revision. Die Urteile wurden endgültig bestätigt und die inhaftierten Ehrenmänner sahen sich nun lebenslangen Haftstrafen gegenüber. Die Kommission trat daraufhin zu einer richtungsentscheidenden Sitzung in Enna zusammen. Anwesend waren diesmal sowohl Totò Riina als auch Bernardo Provenzano, obwohl diese laut einer internen Abmachung sonst niemals gemeinsam auftraten. Während Provenzano eher abwartend agieren und Gegner wie Falcone mithilfe politischer Freunde versetzen lassen wollte, kam für Riina nur eine offene Kraftprobe mit dem Staat in Frage.
Unter Riinas Führung erklärte die Cosa Nostra nun dem italienischen Staat den Krieg: „Das [endgültige] Urteil (des Obersten Gerichtshofes) im Maxi-Prozess war ein echter Schock, nicht nur weil dadurch so viele Verurteilungen endgültig wurden, sondern vor allem weil es eine historische Niederlage für die Cosa Nostra war, deren Existenz und deren innere Strukturen zum ersten Mal identifiziert, offengelegt und bestraft wurden. […] Es war Zeit für eine neue Strategie, eine Strategie der frontalen Konfrontation“, erklärte Gaspare Mutolo die von Riina initiierte Entscheidung der Kommission.
Riina wollte durch seine terroristische Strategie den italienischen Staat zum Nachgeben zwingen; vor allem sollten das Zeugenschutzprogramm für die ‚Pentiti‘ annulliert, die Ergebnisse der Mammutprozesse sowie die Beschlagnahmung der Vermögenswerte der Cosa Nostra rückgängig gemacht werden. Am 12. März wurde der christdemokratische Politiker Salvatore Lima, der – aus Sicht der Cosa Nostra – nicht willens oder in der Lage gewesen war, die Organisation wirksam vor staatlicher Verfolgung zu schützen, mitten in Mondello ermordet. Lima, zuletzt EU-Abgeordneter, war über Jahrzehnte die rechte Hand des siebenfachen Premierministers Giulio Andreotti gewesen, dem ebenfalls immer wieder Mafiaverbindungen nachgesagt wurden.
Am 23. Mai 1992 wurde Giovanni Falcone gemeinsam mit seiner Frau und seiner Eskorte durch eine 400-Kilogramm-Bombe getötet. Wenige Monate vorher hatte er in einer Interview-Serie bereits gemutmaßt, dass in Kürze neue Attentate zu erwarten seien.

„In der Cosa Nostra herrscht zur Zeit solch eine Spannung, eine Qual, um es gewagt auszudrücken, dass ein großes, spektakuläres Attentat auf einen Vertreter des Staates eine, in gewisser Weise, befriedigende Wirkung auf die beiden ‚Seelen‘ haben könnte, die sich um die Cosa Nostra streiten, nämlich die Palermer Seele, die Rache üben will, und die Corleoneser Seele, die 1982 der Hauptstadt das Ruder der Organisation entrissen hat.“

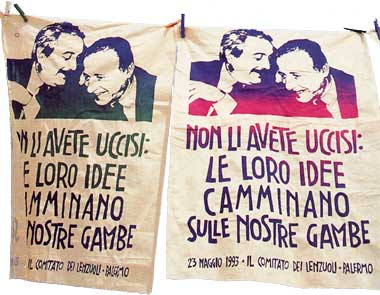
Protestplakat nach der Ermordung von Falcone und Borsellino. „Du hast sie nicht getötet: Ihre Ideen tragen wir weiter (Wörtlich: gehen auf unseren Beinen)“

In Palermo kam es zum ersten Mal zu Solidaritätsbekundungen einer breiten Öffentlichkeit mit den Anti-Mafia-Kämpfern. Zum Nachfolger Falcones wurde Paolo Borsellino erkoren, dem weitreichende Befugnisse im Kampf gegen die Mafia in Aussicht gestellt wurden. Von einem Pentito erfuhr er, dass auch auf ihn ein Attentat schon in Vorbereitung war und vertraute seinen Leibwächtern an: „Das Trotyl ist auch für mich angekommen.“ Am 19. Juli 1992 fielen auch Paolo Borsellino und fünf seiner Leibwächter einem Bombenattentat in der Innenstadt Palermos zum Opfer. Auch Ignazio Salvo, der sich ebenso wie Lima als unfähig erwiesen hatte, die Organisation abzuschirmen, wurde im Herbst 1992 erschossen.
Nach den Morden an den beiden populären Ermittlern und Galionsfiguren im Kampf gegen die Mafia befand sich Italien in einem Schockzustand. Die öffentliche Empörung über die bedenkenlose Brutalität, die die Cosa Nostra inzwischen an den Tag legte, war ohne Beispiel. Die Morde fanden eine weitreichende Rezeption innerhalb Italiens; der Essayist Claudio Magris etwa sah im Attentat auf Falcone ein Gleichnis für den Tod des italienischen Staates selbst.
Auch innerhalb der Europäischen Union wurden deutliche Bedenken wegen der exzessiven Gewalt der Mafia in Süditalien und der von ihr ausgehenden Bedrohung für die europäische Gemeinschaft laut geäußert. Der italienische Staat wurde, wie schon 1962 und 1982, durch den öffentlichen Druck praktisch gezwungen, nun endlich den Kampf gegen die Cosa Nostra aufzunehmen. Dies tat er jetzt zum ersten Mal in seiner Geschichte mit seiner ganzen Kraft. Als erste drastische Maßnahme wurden 7.000 Soldaten nach Sizilien geschickt, was praktisch einem Eingeständnis gleichkam, dass Italien die Kontrolle über die Insel verloren hatte. In den folgenden Monaten wurde die Zahl dann auf 20.000 Soldaten erhöht. Unabhängig von den regulären sizilianischen Carabinieri wurden römische Elite-Einheiten nach Sizilien verlegt, um den seit Jahrzehnten flüchtigen ‚Boss der Bosse‘ Totò Riina aufzuspüren.
Maulwürfe wie der stellvertretende Geheimdienstchef Bruno Contrada wurden innerhalb der öffentlichen Dienste enttarnt. Sie hatten nicht nur wichtige Mafiosi vor der Festnahme beschützt, sondern auch geholfen, die Attentate auf Falcone und Borsellino zu ermöglichen. Neue härtere Anti-Mafia-Gesetze wurden erlassen. Unter anderem wurden die allgemeinen Haftbedingungen für die inhaftierten Bosse verschärft, um diese zu isolieren. So sollten es ihnen künftig unmöglich sein, die Familien aus dem Gefängnis heraus zu leiten. Nach amerikanischem Vorbild wurde auch ein italienisches FBI aufgebaut.
Zwei der wichtigsten Verbündeten der Corleoneser, Mariano Agate und Giuseppe Madonia, konnten Ende 1992 erneut festgenommen werden. Zudem gelang es endlich, die Regierung von Venezuela zur Festnahme und Auslieferung von Pasquale, Paolo und Gaspare Cuntrera zu bewegen. Im Januar 1993 wurde dann endlich Totò Riina festgenommen. Daraufhin weiteten die Corleoneser ihre terroristische Strategie noch einmal aus. Auf dem italienischen Festland gingen in der Folge mehrere Bomben in Museen, Kirchen, Justizgebäuden und auf öffentlichen Plätzen hoch, die Dutzende Tote und Verletzte forderten. Zudem wurden bei einem Anschlag vor den Uffizien in Florenz fünf Menschen getötet, mehrere unersetzliche Kunstgegenstände beschädigt und drei Gemälde aus dem 17. Jahrhundert zerstört.
Nach der Festnahme Riinas übernahm sein Schwager Leoluca Bagarella gemeinsam mit Bernardo Provenzano das Kommando der Cosa Nostra. Bernardo Provenzano ließ sich zum neuen Boss der Familie von Corleone wählen, während Bagarella zusammen mit Giovanni Brusca den militärischen Arm der Organisation leitete. Innerhalb der Organisation machte sich eine zunehmende Unsicherheit breit, wie Giovanni Brusca nach seiner Festnahme aussagte: „Die ganzen Bosse verwalteten ihre Mandamenti so, wie sie es für richtig hielten. Es gab nicht mehr die gleiche Homogenität wie vorher, als – nun ja, man könnte ihn den Vater der Familie nennen – unser aller Capo da war.“
Im Mai 1993 wandte sich Papst Johannes Paul II. bei einem Besuch auf Sizilien in einer öffentlichen Freiluft-Messe vor 100.000 Menschen gegen die „Mafiakultur, eine Kultur des Todes“. Hierauf explodierten als Antwort der Cosa Nostra in mehreren römischen Kirchen Bomben und Mitte September des gleichen Jahres wurde auch ein sizilianischer Geistlicher, Padre Giuseppe Puglisi, vor seinem Haus erschossen.
Puglisi hatte in Brancaccio jahrelange Kampagnen gegen die Cosa Nostra geführt. Am 16. Oktober scheiterte ein großer Terroranschlag, als der Zündmechanismus einer Bombe, die nach einem Fußballspiel zwischen Lazio Rom und Udinese Calcio vor dem Stadio Olimpico in Rom explodieren sollte, versagte. Am 15. Juni 1994 gelang staatlichen Stellen mit der Festnahme von mehr als 200 Tatverdächtigen in Norditalien ein historischer Erfolg.
Im selben Jahr wurde der Boss der Familie von Catania, Nitto Santapaola, festgenommen. Riinas Schwager und kurzzeitiger Nachfolger Leoluca Bagarella konnte 1995 festgenommen werden. Im selben Jahr stieß die Polizei auf ein in einem Bunker verstecktes Waffendepot der Familie von San Giuseppe Jato. Darin befanden sich unter anderem mehrere Raketenwerfer, Granatwerfer, Kalaschnikows, Gewehre, Pistolen, Handgranaten, Panzerminen, Schalldämpfer und schusssichere Westen. Giovanni Brusca, der am Attentat auf Giovanni Falcone und an der Entführung des 12-jährigen Giuseppe Di Matteo maßgeblich beteiligt war, konnte 1996 in der Provinz Agrigent festgenommen werden. Der aufstrebende Führer der Familie von Santa Maria di Gesù, Pietro Aglieri, wurde im Juni 1997 festgenommen. Ermöglicht wurde dies unter anderem auch durch eine Welle von neuen Pentiti wie Gaspare Mutolo und Salvatore Cancemi, die sich von der Herrschaft Riinas über die Organisation abwandten. Innerhalb weniger Jahre stellten sich mehr als 150 ehemalige Mitglieder den Strafbehörden zur Verfügung.

#### Reorganisation
Die Führung der Organisation übernahm nun Bernardo Provenzano. Er führte die Cosa Nostra zurück in die Anonymität. Die Attentate auf Vertreter des Staates und die Bombenanschläge auf öffentliche Einrichtungen wurden komplett eingestellt. Weitere größere bereits geplante Anschläge, wie auf den Schiefen Turm von Pisa und auf die antiken Tempelanlagen von Selinunt, wurden aufgegeben. Provenzano leitete eine „Pax Mafiosa“ ein und stoppte auch erfolgreich die Welle der Aussteiger. Er erhöhte einerseits die Sozialleistungen der Organisation für ihre inhaftierten Mitglieder und Familienangehörigen und verbot andererseits die Morde an den Angehörigen der Pentiti. Er fuhr innerhalb der Organisation einen sehr viel moderateren Kurs als seine beiden Vorgänger Riina und Bagarella und gestand den einzelnen Familien wieder mehr Eigenständigkeit zu.
Auch schottete er die Organisation noch einmal stärker nach außen hin ab. Die gängige Praxis der Corleoneser, ihre Mitglieder den anderen Familien nicht vorzustellen, wurde auf die gesamte Organisation übertragen. Neue Anwärter wurden noch stärker überprüft und eine Aufnahme oftmals sogar innerhalb der eigenen Familie verschwiegen. Die einfachen Soldaten kennen inzwischen meist nur noch ihre direkten Vorgesetzten, nicht aber den Boss ihrer Familie oder etwa den Capo-Mandamento. Aus dem so lukrativen wie gefährlichen Drogenhandel zog Provenzano sich weitgehend zurück. Um das angeschlagene Ansehen in der sizilianischen Bevölkerung wieder zu verbessern, änderte er flächendeckend die Art der Schutzgeldzahlungen. Anstatt die Forderungen an den Gewinnen immer weiter zu erhöhen, senkte er die Beiträge auf moderate Summen. Zudem bot er dafür wieder Gegenleistungen an, wie es zur Anfangszeit der Cosa Nostra üblich gewesen war. Außerdem trat er als ein Vermittler und Dienstleister für alle diejenigen auf, die seine Hilfe suchten. Durch diese Neustrukturierungen gelang es Provenzano, die schwer angeschlagene Organisation wieder zu konsolidieren.
Im Gegensatz zu Riina, der eine ganze Reihe junger Männer förderte und schnell aufsteigen ließ in der Hierarchie, scharte Provenzano wieder ältere, erfahrene Mitglieder um sich, um die Organisation zu leiten. Verglichen mit seinen Vorgängern Riina und Bagarella kehrte er zu einem sehr viel verbindlicheren Führungsstil zurück und führte die Organisation zusammen mit einem inoffiziellen Führungsgremium, das aus bis zu acht Männern bestand:
- seinen engsten Vertrauten Antonino Giuffrè aus Caccamo und Benedetto Spera aus Belmonte Mezzagno,
- sowie Salvatore Lo Piccolo aus Palermo,
- Matteo Messina Denaro aus Castelvetrano,
- Andrea Manciaracina aus Mazara del Vallo,
- Vincenzo Virga aus Trapani,
- Giuseppe Balsano aus Monreale und
- Salvatore Rinella aus Trabia.

Dieses provisorische Führungsgremium trat anstelle der Kommission, da fast alle deren Mitglieder in Haft waren. Das Gremium trat auf Provenzanos Anordnung in unregelmäßigen Abständen zusammen und immer nur dann, wenn wichtige Entscheidungen, die die gesamte Cosa Nostra betrafen, getroffen werden mussten. Im Januar und Februar 2001 konnten Benedetto Spera und Vincenzo Virga festgenommen werden. Im April 2002 wurde Antonino Giuffre festgenommen, einer der wichtigsten Vertrauten Bernardo Provenzanos. Giuffre hatte Provenzano bei der Reorganisation der Cosa Nostra geholfen. Giuffre begann bald, mit den Behörden zu kollaborieren. Er war der erste hochrangige Kronzeuge seit Jahren und – bis Anfang 2009 – auch der vorerst letzte wirklich bedeutende Aussteiger. Anfang Dezember 2004 wurde Marcello Dell’Utri, langjähriger Vertrauter und Wahlkampfmanager von Premierminister Silvio Berlusconi, wegen Kollaboration mit der Cosa Nostra rechtskräftig verurteilt.
Am 11. April 2006 wurde der seit 1963 flüchtige Bernardo Provenzano in der Nähe von Corleone in einem Bauernhaus festgenommen. Dies geschah nur einen Tag nach der Parlamentswahl, die dem amtierenden Premierminister Silvio Berlusconi eine knappe Niederlage bescherte und gab in den Medien sofort Anlass zu Spekulationen.

### Jüngere Entwicklungen
Auf Sizilien ist seit Anfang der 1990er Jahre eine größere Antimafia-Bewegung entstanden, die teils auch innerhalb der Bevölkerung einen breiten Rückhalt genießt, und es ist ein Kulturkampf entbrannt. Die Antimafia-Bewegung stützt sich auf öffentliche Bewegungen, die gegen die Praxis der Schutzgeldzahlungen ankämpfen, wie AddioPizzo und beispielsweise auch auf öffentliche Kollektive, die beschlagnahmte Einrichtungen und Landgüter inhaftierter Mafiosi verwalten und bewirtschaften. Innerhalb der sizilianischen Gesellschaft hat sich die Organisation nun zum ersten Mal nicht nur mit engagierten Einzelpersonen als Gegnern, sondern einer ganzen Bewegung auseinanderzusetzen.
Zwar konnte Bernardo Provenzano die Position der Cosa Nostra konsolidieren, der Druck durch die Behörden ließ aber in den vergangenen Jahren nur wenig nach. Das Hauptaugenmerk des italienischen Staates bei der Bekämpfung der organisierten Kriminalität liegt nach wie vor bei der Cosa Nostra, weniger bei der Camorra oder der ’Ndrangheta. Die ’Ndrangheta hat der Cosa Nostra inzwischen im Drogenhandel eindeutig den Rang abgelaufen und importiert seit Ende der 1990er Jahre den Großteil des Kokains aus Kolumbien nach Italien und Europa. Ausgelöst durch die Welle der Pentiti, bevorzugen die kolumbianischen Kartelle die verschwiegenere ’Ndrangheta, die zudem über die größeren finanziellen Ressourcen verfügt, um Drogendeals finanzieren zu können. So ist Cosa Nostra deshalb in den letzten Jahren enge geschäftliche Verbindungen zur ’Ndrangheta eingegangen. Zudem hat Cosa Nostra begonnen, mit den mexikanischen Drogenkartellen zusammenzuarbeiten, die inzwischen in Lateinamerika eine dominante Rolle im Kokainvertrieb innehaben.
Schon kurz vor Provenzanos Festnahme waren innerhalb der Cosa Nostra wieder Spannungen zu erkennen. Diese waren erneut auf den Gegensatz zwischen der Fraktion der Corleoneser und der Cosa Nostra Palermos zurückzuführen. Nach der Festnahme Provenzanos galten neben dem 44-jährigen Matteo Messina Denaro der 61-jährige Antonio Rotolo und der 65-jährige Salvatore Lo Piccolo als die einflussreichsten Persönlichkeiten der sizilianischen Cosa Nostra. Lo Piccolo und Rotolo, die beiden Statthalter Provenzanos in Palermo, standen sich zunehmend feindlich gegenüber. Anlass war die Rückkehr der überlebenden Inzerillos aus den USA nach 25 Jahren im Exil. Diese war mit den US-Familien ausgehandelt worden. Als Gegenleistung der Cosa Nostra waren erneut lukrative geschäftliche Rechte, beispielsweise im Immobilienmarkt, in den USA eingeräumt werden. Lo Piccolo plante offenbar auch eine Wiederbelebung der „Pizza Connection“, die schon in den 1970er Jahren von den Inzerillos und Gambinos maßgeblich aufgebaut worden war. Lo Piccolo, Nachfolger Rosario Riccobonos im nordwestlichen Palermo, erteilte seine Erlaubnis zur Rückkehr der Inzerillos. Rotolo dagegen fürchtete einen möglichen Rachefeldzug der Inzerillos gegen das Bündnis der Corleoneser. Kurz vor dessen Festnahme hatte Rotolo noch einen formellen Antrag an Bernardo Provenzano gestellt, in dem er um dessen Erlaubnis bat, Lo Piccolo umbringen zu dürfen. Rotolo, Capo Mandamento von Pagliarelli und führender Vertreter des Corleoneser Bündnisses, hatte sich mit Antonio Cinà (einem ehemaligen Vertrauten und Leibwächter Riinas) verbündet, um die Macht des Bündnisses über Palermo zu sichern.
Am 20. Juni 2006 gelang den Behörden jedoch ein weiterer Schlag gegen die Organisation, bei dem mehr als 40 Personen festgenommen wurden, unter ihnen auch 13 Bosse. Unter den Festgenommenen befand sich auch Rotolo, der offenbar laut dem Antimafia-Ermittler Piero Grasso schon Vorkehrungen getroffen hatte, Lo Piccolo, seinen Sohn und Stellvertreter Sandro und deren engere Vertraute umzubringen und damit „der unangefochtene Boss in der Stadt Palermo zu werden“.
Im August 2006 wurde in Tommaso Natale, Salvatore Lo Piccolos direktem Herrschaftsgebiet, sein Vertrauter Giuseppe D’Angelo von zwei Killern am helllichten Tag erschossen. Die Medien deuteten dies als einen direkten Angriff auf Lo Piccolos Autorität und als eine Warnung. Im September 2006 verschwand der 72-jährige Bartolomeo Spatola. Dieser war ein Verbündeter der Corleoneser und Rotolos gewesen. Im Juni 2007 wurde der Boss von Porta Nuova, Nicola Ingarao, der ebenfalls ein enger Verbündeter Rotolos und der Corleoneser war, von zwei Killern erschossen. Nur wenige Wochen später, am 13. Juli 2007, wurde Giuseppe Lo Baido mit einer abgesägten Schrotflinte ermordet. Er war bereits das vierte Mitglied der Corleoneser Fraktion, das in kurzer Zeit ermordet wurde. Auftraggeber dieser Morde war höchstwahrscheinlich Lo Piccolo, der die Nachfolge Provenzanos als „Boss der Bosse“ anstrebte und dem nachgesagt wird, dass er die Dominanz des Bündnisses der Corleoneser brechen wollte. Lo Piccolo wurde jedoch verraten und gemeinsam mit seinem Sohn Sandro im November 2007 festgenommen. Dies sorgte für ein Machtvakuum und hinterließ Messina Denaro, Domenico Raccuglia, Boss von Altofonte und Partinico, sowie den Nachfolger Rotolos, Gianni Nicchi, als wichtigste Führungsfiguren. Da es seit einigen Jahren keine hochrangigen Pentiti mehr gegeben hat, ist die gegenwärtige Situation innerhalb der Organisation jedoch sehr unklar und es handelt sich um Spekulationen. Zudem erschien es um 2010 immer unwahrscheinlicher, dass die Organisation in Zukunft überhaupt noch von einem „Boss der Bosse“ gelenkt werden würde, da sie nach Provenzanos Regentschaft nicht mehr so stark zentralisiert war wie noch während Riinas diktatorischer Herrschaft.
Anfang 2008 wurde der christdemokratische Präsident der Region Sizilien, Salvatore Cuffaro, wegen Begünstigung der Cosa Nostra in erster Instanz zu fünf Jahren Haft verurteilt. Am 7. Februar 2008 wurde in einer gemeinsamen Aktion der italienischen und amerikanischen Behörden ein sich neu formender Drogenhandelsring zerschlagen und 77 Personen wurden festgenommen. 13 weitere Personen sind flüchtig. Die Festgenommenen gehörten auf US-Seite zur Gambino-Familie. Auf Sizilien wurden etwa 35 Angehörige der Familien von Passo Di Rigano, Boccadifalco, Cruillas und Toretta festgenommen, unter denen sich auch einige der aus dem Exil zurückgekehrten Inzerillos befanden. Die Gruppen versuchten offenbar, die alte Pizza-Connection wiederzubeleben. Am 11. Juli 2008 nahmen die Behörden in Monreale Salvatore Parisi fest, einen der führenden Männer der Familie von Porta Nuova.
Am 16. Dezember 2008 gelang der italienischen Polizei ein weiterer Schlag gegen die Cosa Nostra. Nach Angaben der Carabinieri wurden bei mehreren großen Razzien in Palermo, anderen sizilianischen Städten und der Toskana insgesamt 89 Verdächtige festgenommen. Diese planten offenbar, die Cosa Nostra strategisch neu auszurichten und die Cupola neu aufzubauen.
Die Spaltung der Cosa Nostra in eine moderate Fraktion, repräsentiert von Provenzano, und die Fraktion der Hardliner um Riina und Bagarella, die sich bereits Anfang der 1990er Jahre angedeutet hatte, wurde dabei erneut offenkundig. Unter den Festgenommenen befand sich der Boss der Familie von Villagrazia, Benedetto Capizzi. Capizzi sollte als neuer Sekretär der Kommission nominiert werden.
Festgenommen werden konnte auch der Boss der Familie von Porta Nuova, Gaetano Lo Presti, der ebenfalls in der neuen Kommission eine Führungsrolle für sich beanspruchte. Lo Presti erhängte sich nur wenige Stunden später in seiner Zelle, als ihm klar wurde, dass bereits seit Monaten seine Telefongespräche abgehört worden waren. Bei diesen Gesprächen hatte Lo Presti offen zu erkennen gegeben, dass er die Unterstützung des inhaftierten Salvatore Riina und dessen zweiten Sohnes Giuseppe Salvatore Riina (oder kurz Salvo) genieße, der wie sein älterer Bruder Giovanni ebenfalls einer der aufstrebenden Männer in der Cosa Nostra ist. Deutlich wurde auch, dass es keinen einzelnen Anführer mehr geben würde, solange der inhaftierte Riina lebte; so war Matteo Messina Denaro der Zugriff auf die Führungsposition verwehrt worden.
Am 15. November 2009 wurde Domenico Raccuglia, der unter anderem an der Entführung des 13-jährigen Giuseppe Di Matteo – des Sohnes des Pentito Santo Di Matteo – und seiner Ermordung wenige Jahre später beteiligt war und von den Behörden bis dato als die Nummer zwei der Mafia angesehen wurde, auf Sizilien festgenommen. Am 5. Dezember 2009 wurden Gianni Nicchi in Palermo und Gaetano Fidanzati in Mailand festgenommen.
Im Juni 2010 wurde mit Giuseppe Falsone ein weiterer hochrangiger Boss in Marseille festgenommen. Falsone galt als Capo Provincia der Provinz Agrigent, seit er von Bernardo Provenzano 2002 für dieses Amt nominiert worden war.
Nach knapp 20 Jahren gelang es der Polizei am 26. Oktober 2011, den flüchtigen Giovanni Arena in Catania festzunehmen. Der 56-Jährige war seit 1993 untergetaucht, teilte die Polizei mit. In Abwesenheit war er wegen eines 1989 begangenen Mordes zu lebenslanger Haft verurteilt worden. Damals hatte er einen Gegner eines rivalisierenden Clans getötet. Er war wegen Mafia-Zugehörigkeit sowie wegen Drogen- und Waffenhandel international gesucht worden.
Im Mai 2018 traf sich nach Angaben der italienischen Sicherheitskräfte erstmals seit 1993 die Cupola und wählte den damals 79-jährigen Settimo Mineo zum neuen Boss der Bosse der Cosa Nostra. Er trat damit die Nachfolge des im November 2017 verstorbenen Riina an, der auch vom Gefängnis aus noch großen Einfluss gehabt hatte. Damit verlagerte sich nach Einschätzung der Polizei das Machtzentrum der sizilianischen Mafia von Corleone nach Jahrzehnten wieder zurück nach Palermo.